# 북사트라프
북사트라프(브라흐미: , 크샤트라파, "사트라프" 또는 , 마하크샤트라파, "대사트라프"), 마투라 사트라프 또는 북사카는 기원전 1세기 말부터 서기 2세기까지 인도-그리스 왕국의 쇠퇴 이후 펀자브와 마투라 지역을 통치했던 인도-스키타이("사카") 통치자들의 왕조이다. 이들은 거의 같은 시기에 서기 4세기까지 신드주, 구자라트주, 말와를 통치했던 "서사트라프"와 구별하기 위해 현대 역사학에서 "북사트라프"라고 불린다. 이들은 펀자브 지역의 마지막 인도-그리스 왕들과 마투라 지역의 현지 인도 통치자였던 미트라 왕조와 다타 왕조를 대체한 것으로 추정된다.
북사트라프는 쿠샨 제국의 비마 카드피세스 때부터 쿠샨인들에게 대체되거나 그들의 봉신이 된 것으로 추정되는데, 비마 카드피세스는 서기 90~100년에 마투라를 통치한 것으로 알려져 있으며, 그의 후계자인 카니슈카 (서기 127~150년)를 위해 마투라 지역에서 사트라프 및 대사트라프 역할을 수행한 것으로 알려져 있다.

## 역사

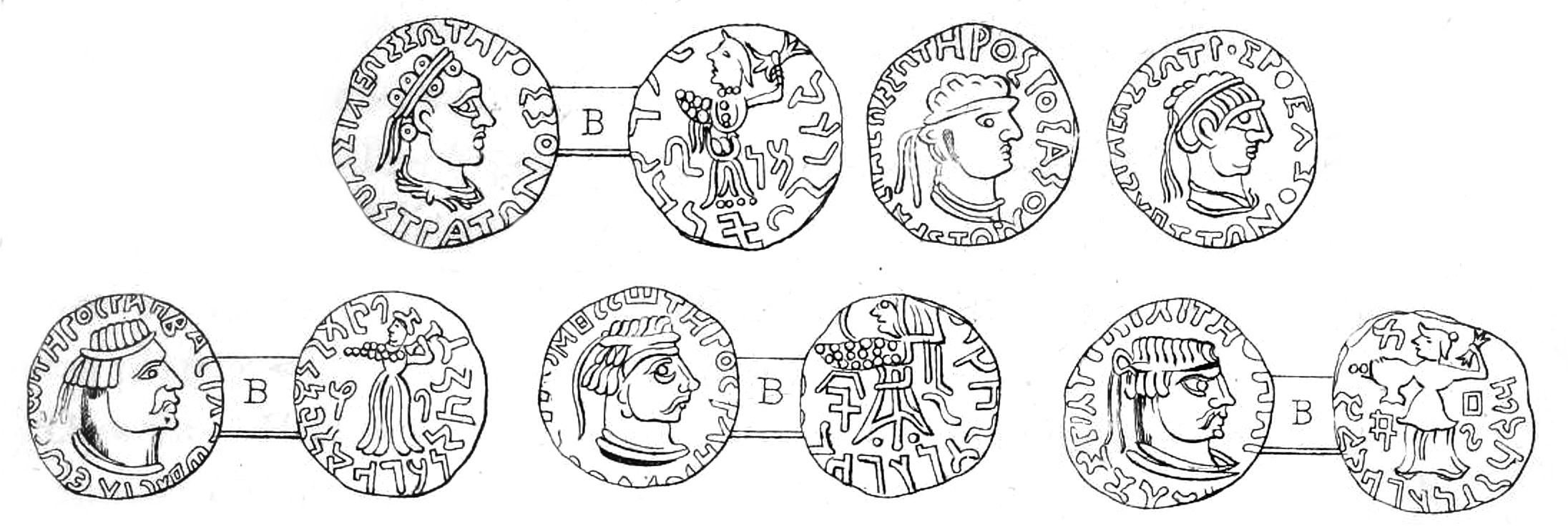
마투라의 한 고분에서 함께 발견된 동시대 인도-그리스 통치자 스트라토 (재위 c. 기원전 25년 ~ 서기 10년, 상단)와 마투라의 인도-스키타이 통치자 라주불라 (재위 c. 기원전 10년 ~ 서기 10년, 하단)의 동전. 라주불라의 동전은 스트라토의 동전에서 파생되었다.

인도 중부에서 인도-스키타이인들은 기원전 60년경 마투라 지역을 다타 왕조와 같은 인도 왕들로부터 정복한 것으로 추정된다. 이들은 쿠샨 제국의 지배를 받아 완전히 독립적인 것이 아니라 사트라피였기 때문에 북사트라프라고 불렸다. 초기 사트라프 중 일부는 하가마샤와 하가나였으며, 그 뒤를 이어 마하크샤트라파(대사트라프) 칭호를 얻은 라주불라가 통치했다. 그러나 일부 저자들은 라주불라가 먼저였을 수도 있다고 주장한다.

### 라주불라

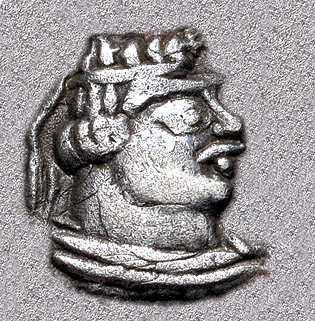
동전 속의 인도-스키타이 통치자 라주불라.

라주불라는 주요 북사트라프 중 한 명으로 여겨진다. 그는 서기 10년경 북인도의 마투라 지역을 통치했던 대사트라프 (마하크샤트라파)로, 인도-스키타이 왕 아질리세스의 권한 아래 있었다. 마투라에서 그는 때때로 자신의 사트라프 칭호 옆에 "바실레우스"(왕)라는 용어를 사용하여, 인도-스키타이 왕국의 북서부 중심지로부터 더 높은 수준의 자율성을 암시했다. 그의 동전 앞면에는 종종 그리스 문자로 "왕들의 왕, 구세주"라는 칭호를 사용했다.
마투라에서 라주불라는 현재 대영박물관에 소장되어 있는 유명한 마투라 사자 기둥머리를 세웠는데, 이는 마투라에 북사트라프의 존재를 확인시켜주며, 북인도의 여러 사트라프들 간의 관계를 밝혀준다. 그의 동전은 갠지스강을 따라 산카사 근처와 펀자브 동부에서 발견된다. 이들의 양식은 인도-그리스 왕 스트라토 2세의 양식에서 파생되었다. 라주불라는 서기 10년경 스트라토 2세 휘하의 마지막 인도-그리스 왕국을 정복하고 그의 수도인 사갈라를 점령했다. 라주불라의 수많은 동전이 펀자브 동부 (젤룸강 동쪽)와 마투라 지역에서 스트라토 집단의 동전과 함께 발견되었다. 예를 들어, 96개의 스트라토 2세 동전이 마투라에서 라주불라 동전과 함께 발견되었으며, 라주불라 또한 대부분의 발행 동전에서 스트라토 2세의 디자인을 모방했다.
라주불라 시대의 동전은 대체로 매우 조악하고 야만적인 양식으로 변하는 경향이 있다. 또한 은 함량이 점점 낮아지고 청동 함량이 높아지는 등 매우 저하되어, 재정 상태가 좋지 않음을 시사하는 합금 기술 (빌론)을 사용했다.

#### 마투라 사자주두

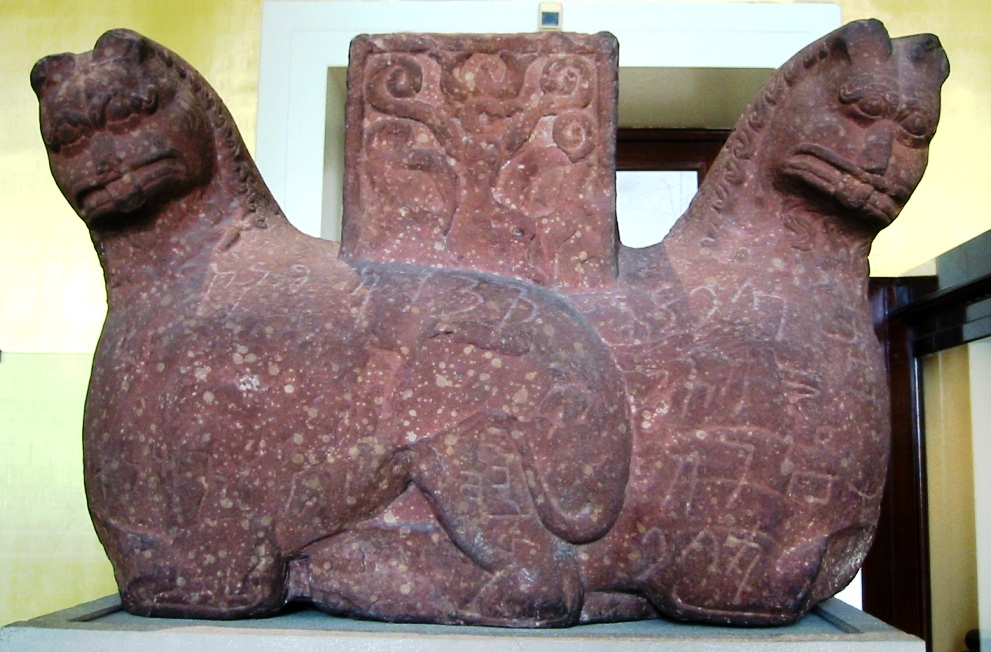
마투라 사자주두. 라주불라와 그의 친척들의 통치와 불교 후원을 광고하는 왕조 작품. 기원전 2년 ~ 서기 6년.

인도 중부 마투라에서 발견된 조악한 양식의 인도-스키타이 사암 주두인 마투라 사자주두는 서기 1세기로 거슬러 올라가며, 카로슈티 문자로 마투라의 인도-스키타이 통치자 라주불라의 아내인 나다시 카사 여왕이 부처의 사리탑을 기증한 내용을 묘사하고 있다.
이 기둥머리는 다른 기부금 중에서, 마투라의 인도-스키타이 통치자, 사트라프 라주불라의 "수석 왕비"인 아이시아 여왕이 석가모니불의 사리탑을 기증한 내용을 묘사한다. 그녀는 "카라호스테스의 딸"로 언급된다 (참고: 마투라 사자주두 비문). 이 사자 기둥머리는 또한 마투라의 여러 인도-스키타이 사트라프들의 계보를 언급한다. 여기에는 라주불라를 계승하여 마투라를 수도로 삼은 라주불라의 아들 소다사가 언급된다.

### 소다사와 바드라야사

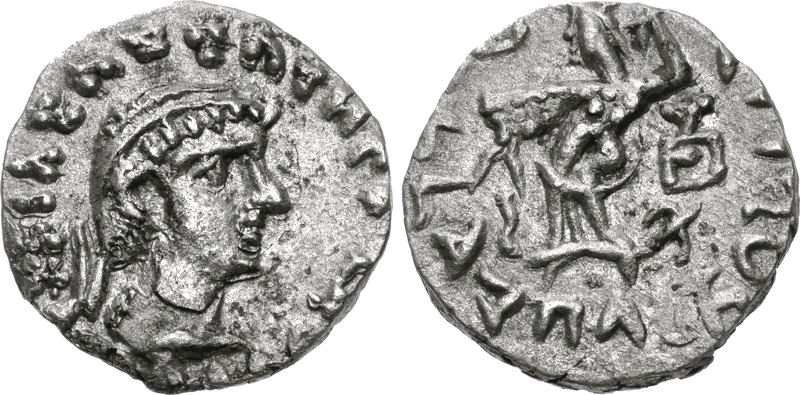
북사트라프 바드라야사의 동전.
앞면: 그리스어 전설 BASILEWS SWTEROS ZLIIoY "구세주 왕 조일로스", 조일로스 2세의 전설 모방.
뒷면: 마하라자사 트라타라사 바드라야샤사, "구세주 왕 바드라야샤"

라주불라의 아들인 소다사는 마투라에서 그의 아버지를 계승한 것으로 보이며, 바드라야사는 펀자브 동부에서 바실레우스로 통치했다. 바드라야사는 마지막 인도-그리스 왕들의 동전에서 직접적인 영감을 받아 북사트라프의 가장 아름다운 동전 중 일부를 발행했다.
소다사의 주화는 조악하며 지역적인 내용을 담고 있다. 앞면에는 두 상징 사이에 서 있는 락슈미가 있고 주변에는 "대사트라프의 아들, 사트라프 소다사"라는 비문이 있다. 뒷면에는 두 마리의 코끼리가 물을 뿌리며 기름 부음을 받은 서 있는 아비세카 락슈미(두 줄기와 잎이 있는 연꽃을 마주보고 서 있는 락슈미)가 있으며, 이는 아질리세스의 주화와 유사하다.
소다사는 칸칼리 틸라 소다사 비문과 같이 마투라의 통치자로 언급된 여러 비문으로도 알려져 있다.

#### 산스크리트어 비문에 대한 기여

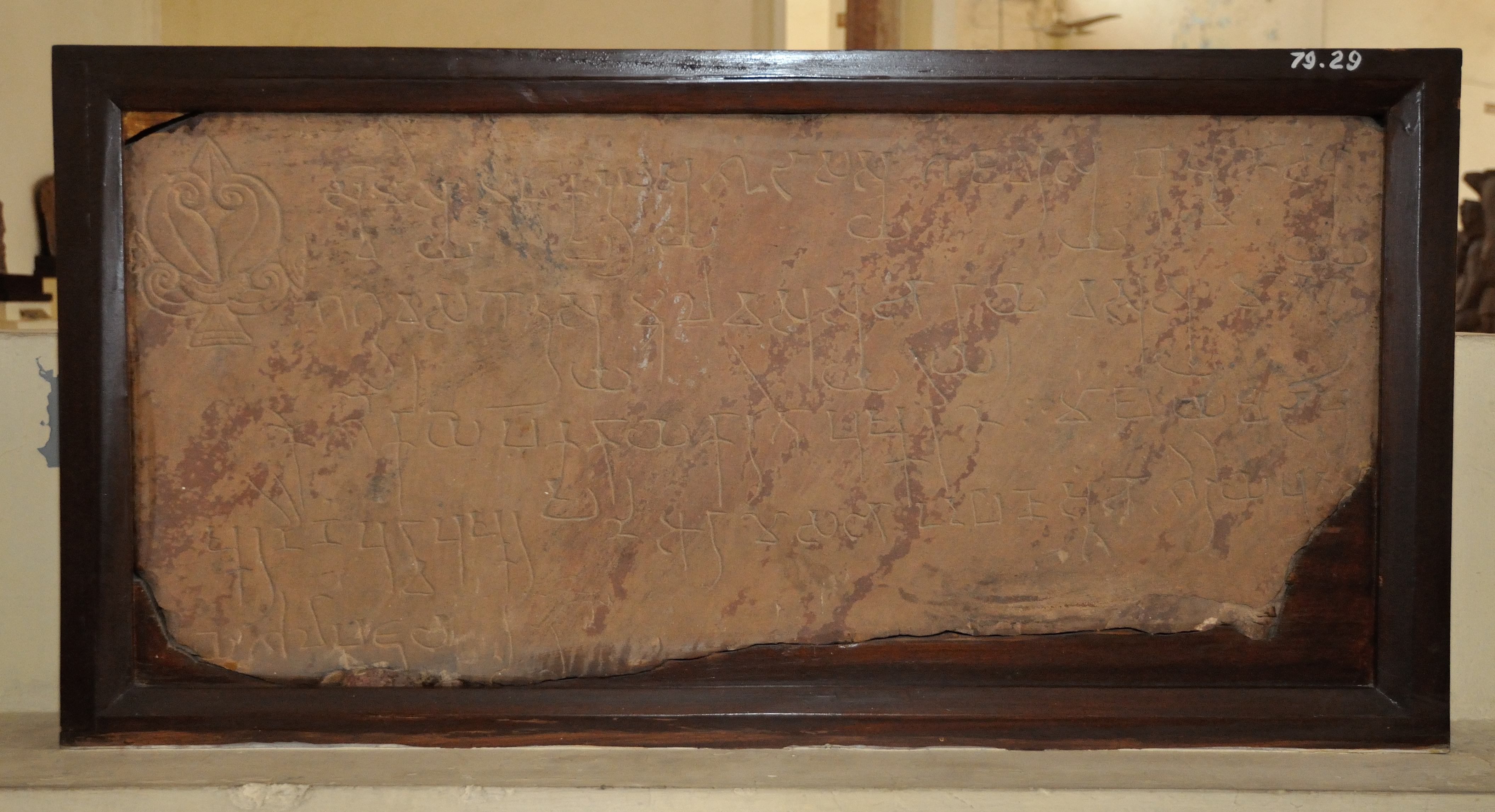
소다사 통치 시기(서기 15년경)의 미르자푸르 비문, 미르자푸르 마을 (마투라 근교). 마투라 박물관. 이 비문은 소다사의 통치 시기에 물라바수와 그의 배우자 카우시키가 "스와미(주인) 마하크샤트라파(대사트라프)" 칭호를 가정하며 물탱크를 건설했음을 언급한다.

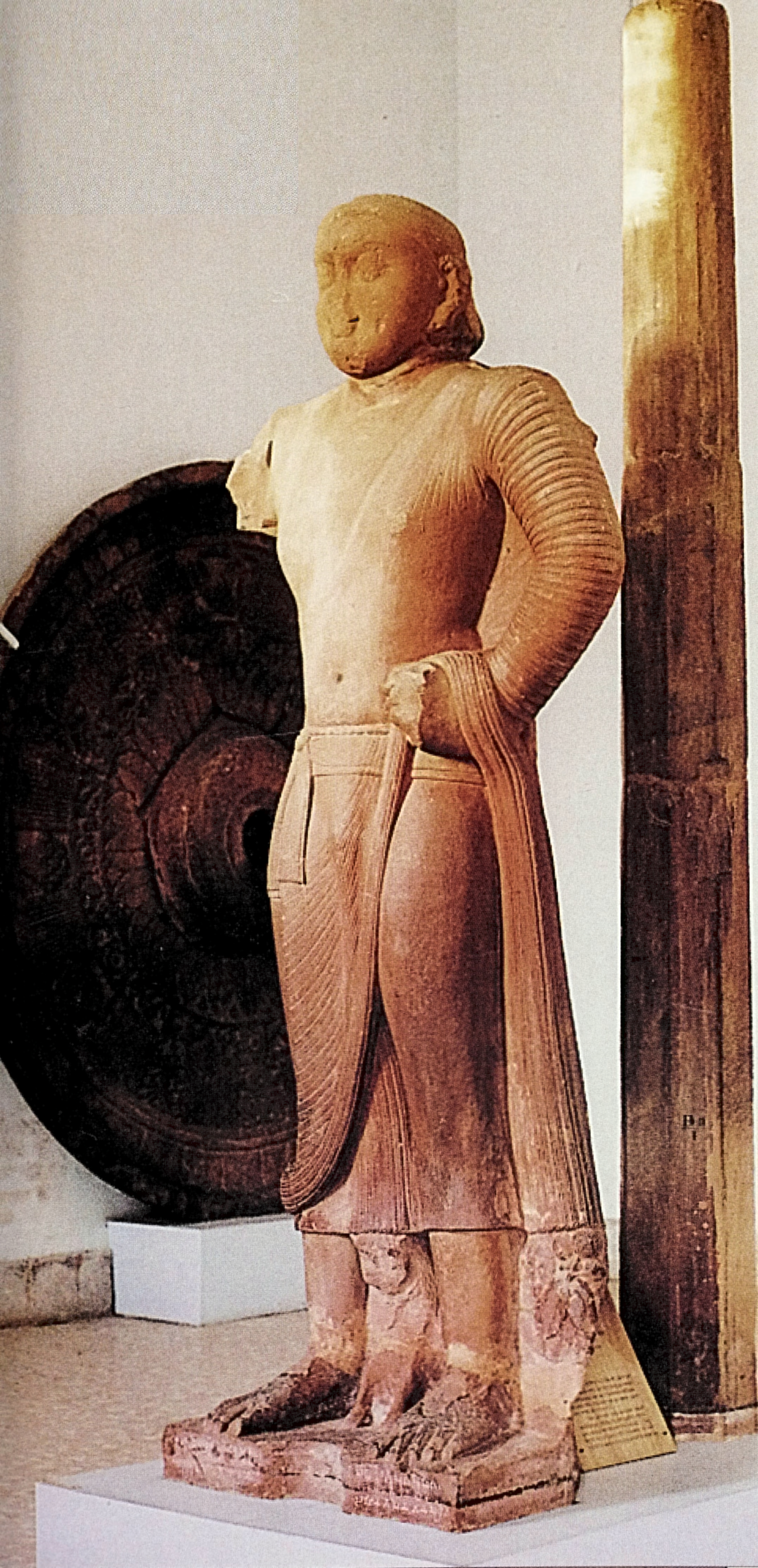
카니슈카 3년(서기 123년경)의 마하크샤트라파("대사트라프") 카라팔라나와 크샤트라파("사트라프") 바나스파라의 이름이 "형제(비구) 발라"에 의해 헌정된 이 발라 보살상에서 발견되었다.

"인도의 위대한 역설"로 묘사된 것과 같이, 산스크리트어 비문은 프라크리트어 비문보다 훨씬 나중에 나타났다. 비록 프라크리트어가 산스크리트어의 후손으로 여겨지지만 말이다. 이는 프라크리트어가 다양한 형태로, 영향력 있는 아소카의 칙령 (기원전 250년경) 이래로 선호되었기 때문이다.
기원전 1세기의 몇몇 예외를 제외하고, 대부분의 초기 산스크리트어 비문은 인도-스키타이 통치자들의 시대로 거슬러 올라간다. 가장 이른 시기의 비문은 마투라 주변의 북사트라프의 것이고, 그보다 약간 나중에는 서인도와 중인도의 밀접하게 관련된 서사트라프의 것이다. 그들은 인도 문화에 대한 애착을 보여주는 방법으로 산스크리트어를 장려한 것으로 생각된다. 살로몬에 따르면 "산스크리트어를 장려한 그들의 동기는 아마도 자신들이 합법적인 인도인이거나 적어도 인도화된 통치자임을 확립하고 교육받은 브라만 엘리트의 환심을 사려는 욕구였을 것이다."
마투라 (우타르프라데시)의 산스크리트어 비문은 서기 1세기와 2세기로 거슬러 올라간다. 살로몬은 이들 중 가장 초기의 비문이 서기 1세기 초 소다사의 것으로 추정된다고 말한다. 마투라 비문 중 가장 중요한 것은 모라 우물 비문이다. 하티바다 비문과 유사하게, 모라 우물 비문은 헌정 비문이며 힌두교의 비슈누파 전통과 연결되어 있다. 이 비문은 석조 사원(사원), 프라티마(무르티, 형상)를 언급하며 다섯 명의 브리슈니를 바가바탐이라고 부른다. 인도-스키타이 북사트라프 시대와 초기 쿠샨 시대에 걸쳐 마투라에는 다른 산스크리트어 비문이 많이 있지만, 여전히 동시대 프라크리트어 비문의 수에는 미치지 못한다. 합리적으로 좋은 고전 산스크리트어로 된 다른 중요한 1세기 비문으로는 바수 문설주 비문과 산사원 비문이 있다. 초기의 비문은 브라만교와 아마도 자이나교 전통과 관련되어 있으며, 칸칼리 틸라의 비문의 경우와 같이, 불교 비문은 하나도 없다.
서사트라프 치하의 서인도에서의 산스크리트어 비문 발전 또한 북사트라프가 서쪽 친척들에게 미친 영향의 결과로 여겨진다.

### 후계자들
사트라프("대사트라프") 카라팔라나와 크샤트라파("사트라프") 바나스파라와 같이 여러 후계자들이 쿠샨의 봉신으로 통치한 것으로 알려져 있는데, 이들은 사르나트에서 발견된 카니슈카 3년(서기 130년경)의 비문을 통해 알려져 있다. 이 비문에서 카니슈카는 이들이 그의 제국의 동부를 통치하고 있으며, "장군 랄라"와 사트라프 베스파시, 리아카가 북부를 담당하고 있다고 언급한다. 이 비문은 사르나트 박물관에 소장되어 있는 초기 보살상인 사르나트 발라 보살상에서 발견되었다.

## 북사트라프 치하의 마투라 미술 (기원전 60년경-서기 90년경)
기원전 70년경부터 마투라 지역은 하가마샤, 하가나 그리고 라주불라의 인도-스키타이 북사트라프 지배 하에 놓였다. 이 시기에 마투라는 "인도에서 사카 문화의 위대한 중심지"로 묘사된다. 이 시기의 예술 작품에 대해서는 정확히 알려진 바가 거의 없다. 마투라의 통치자였던 인도-스키타이 라주불라는 동시대 인도-그리스 통치자 스트라토 2세의 주화를 모방하여, 왕의 초상과 아테나 여신의 형상이 앞면에 새겨진 주화를 만들었다. 인도-스키타이인들은 불교뿐만 아니라 다른 종교들도 후원했던 것으로 알려져 있는데, 이는 인도 북서부와 서부에서 발견된 비문과 고고학적 유물, 그리고 쿠샨 이전 마투라 조각에 기여한 것을 통해 알 수 있다. 마투라는 비마 카드피세스의 통치 (서기 90-100년)부터 쿠샨 제국의 일부가 되었고, 이후 쿠샨 제국의 남부 수도가 되었다.

### 기원전 1세기 말
기원전 1세기 말에 제작된 일부 예술 작품은 야크시상과 같이 매우 섬세한 세공을 보여준다. 이 시기 말경, 인도-스키타이 통치자 라주불라는 인도-스키타이 왕조의 사건과 불교 후원을 기록한 유명한 마투라 사자주두로도 알려져 있다. 이는 또한 우리 시대의 전환기에 마투라 시의 예술적 성취 수준을 보여주는 흥미로운 예시이기도 하다. 이 주두는 아소카의 사자주두를 연상시키지만 훨씬 조악한 양식의 두 마리의 사자를 묘사한다. 또한 중앙에는 불교의 삼보륜 상징이 있어, 인도-스키타이 통치자들이 불교에 관여했음을 더욱 확인시켜 준다. 삼보륜은 헬레니즘 도상학의 요소이자 인도 미술에 미친 헬레니즘 영향의 예인 불꽃 문양 안에 포함되어 있다.
마투라 사자주두에 카로슈티 문자가 새겨져 있다는 사실은 당시 마투라에 북서부 간다라 지역에서 사용되던 서체인 카로슈티 문자를 사용하는 북서부 예술가들이 있었음을 증명한다.

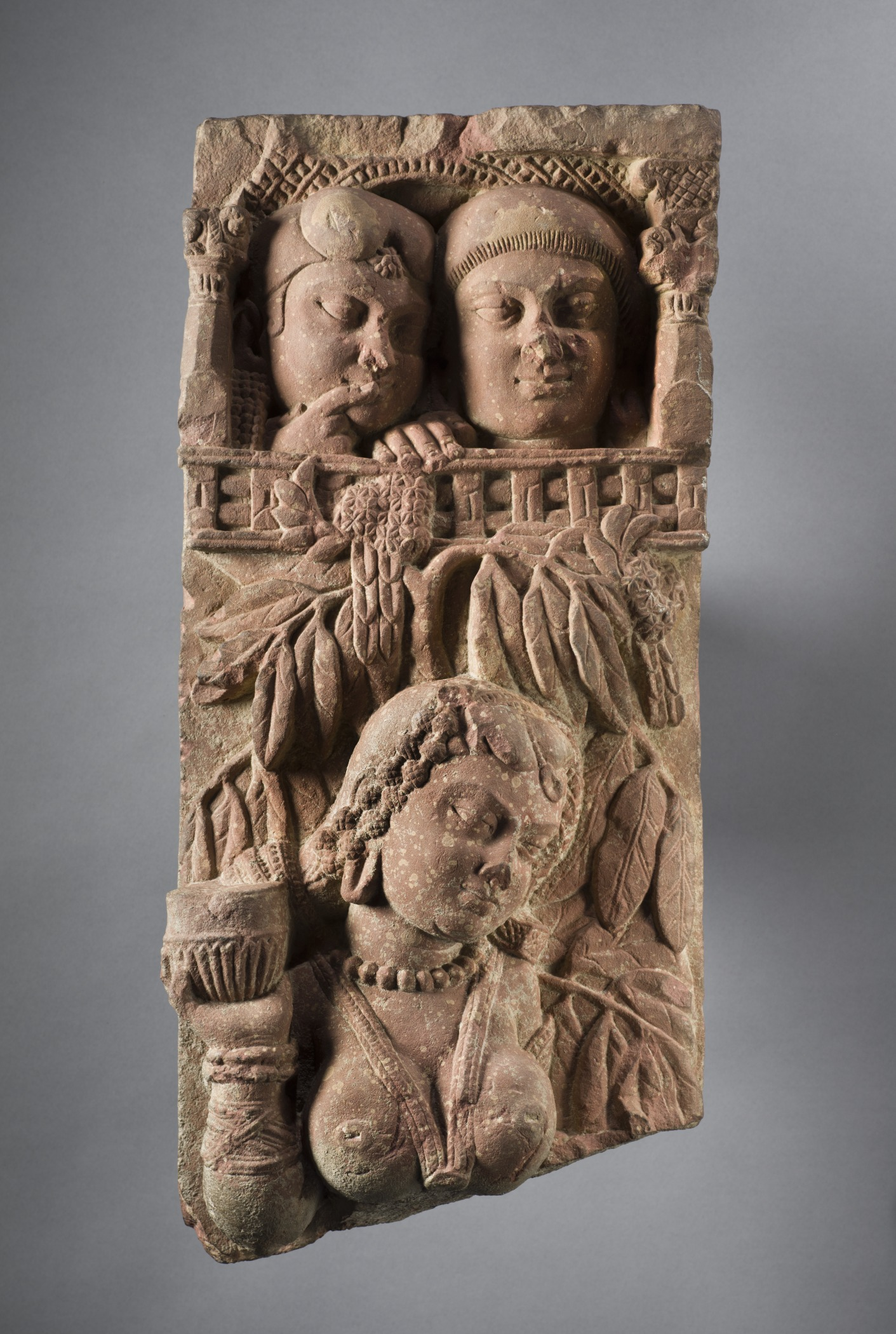
구경꾼과 함께 있는 야시, 기원전 20년.
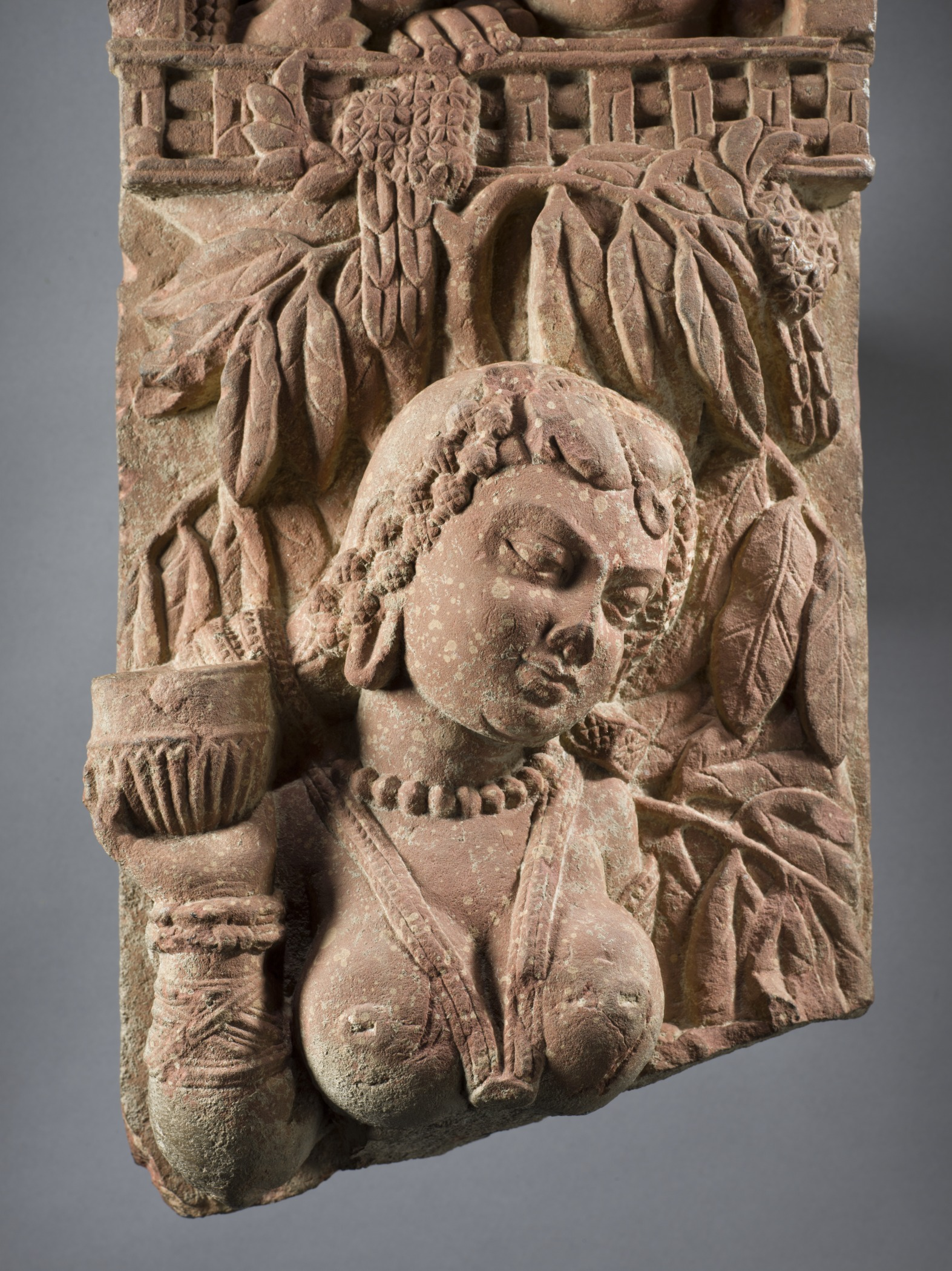
구경꾼과 함께 있는 야시 (세부), 기원전 20년.
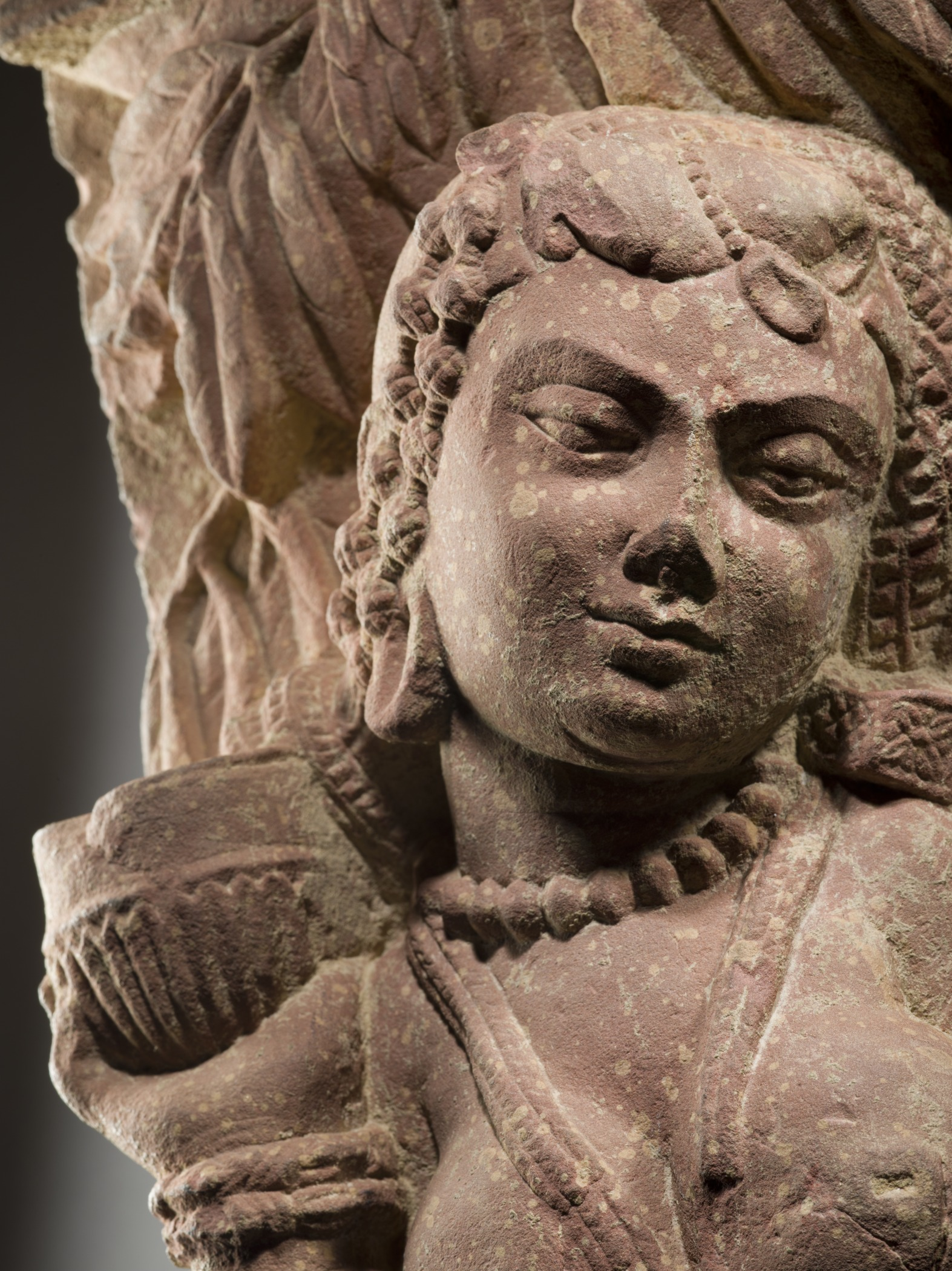
구경꾼과 함께 있는 야시 (세부), 기원전 20년.
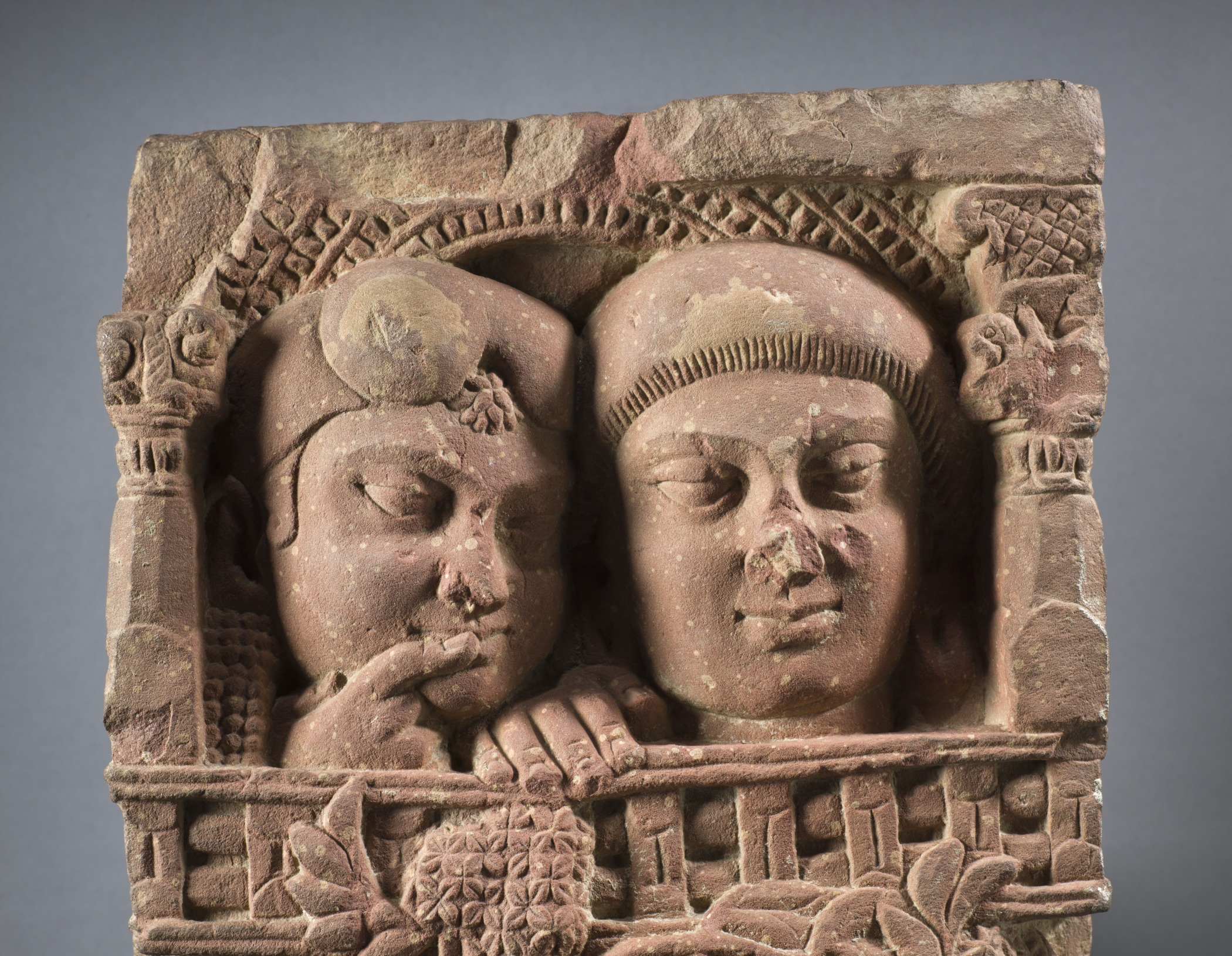
구경꾼과 함께 있는 야시 (세부), 기원전 20년.

### 1세기 마투라 조각 양식
마투라의 인도-스키타이 통치자이자 라주불라의 아들인 소다사의 이름으로 된 헌정 비문이 풍부하고 (조각 작품에 새겨진 8개의 비문이 알려져 있음), 소다사가 그의 주화와 연대기가 알려진 다른 인도-스키타이 통치자들과의 관계를 통해 알려져 있다는 사실은 소다사가 서기 1세기 전반의 마투라 조각 양식을 확인하는 역사적 지표 역할을 한다는 것을 의미한다. 이 비문들은 또한 알려진 최초의 산스크리트어 비문 중 일부와 일치한다. 다음 역사적 지표는 카니슈카의 통치 시기에 해당하며, 그의 통치는 서기 127년경에 시작되었다. 소다사 통치 시기의 마투라 조각 양식은 상당히 독특하며, 이전 시기인 기원전 50년경의 양식이나 서기 2세기 쿠샨 제국 후기 양식과는 현저히 다르다.

#### 원형 조각상
소다사 시대에는 여러 점의 원형 조각상들이 발견되었는데, 예를 들어 마투라 서쪽 약 7km 지점의 모라에서 발견된 "브리슈니 영웅"들의 토르소들이 있다. 이 조각상들은 인근 모라 우물 비문에 언급되어 있는데, 북사트라프 소다사의 이름으로 서기 15년경에 제작되었으며, 이 비문에서 이 조각상들은 바가바타라고 불린다. 이 조각상 파편들은 비슈누와 그의 아바타로 나중에 동화된 마투라의 고대 왕들인 다섯 브리슈니 영웅 중 일부를 나타내는 것으로 생각되거나, 혹은 자이나교 경전에서 잘 증명된 아크루라가 이끄는 다섯 자이나교 영웅을 나타내는 것일 수도 있다. 실제로 브리슈니 숭배는 야크샤 숭배처럼 교파를 초월한 것이었을 수 있다.
발견된 두 개의 비문 없는 남성 토르소는 모두 높은 장인 정신과 인도 양식 및 복장을 보여준다. 이들은 상의를 입지 않았지만 두꺼운 목걸이와 무거운 귀걸이를 착용하고 있다. 발견된 두 개의 토르소는 약간의 변형을 제외하고는 서로 유사하며, 이는 브리슈니 해석과 일치하게 연작의 일부였을 수 있음을 시사한다. 이들은 마투라에서 발견된 기원전 2세기와 1세기의 야크샤 조각상과 원형 조각, 의복 양식 등 일부 조각적 특징을 공유하지만, 실제 양식과 장인 정신의 세부 사항은 분명히 소다사 시대의 것이다. 브리슈니 조각상 또한 거대한 유형이 아니며, 완성 시 약 1.22미터에 불과했을 것이다. 모라 브리슈니는 해당 시대의 원형 조각상의 예술적 기준점 역할을 한다.

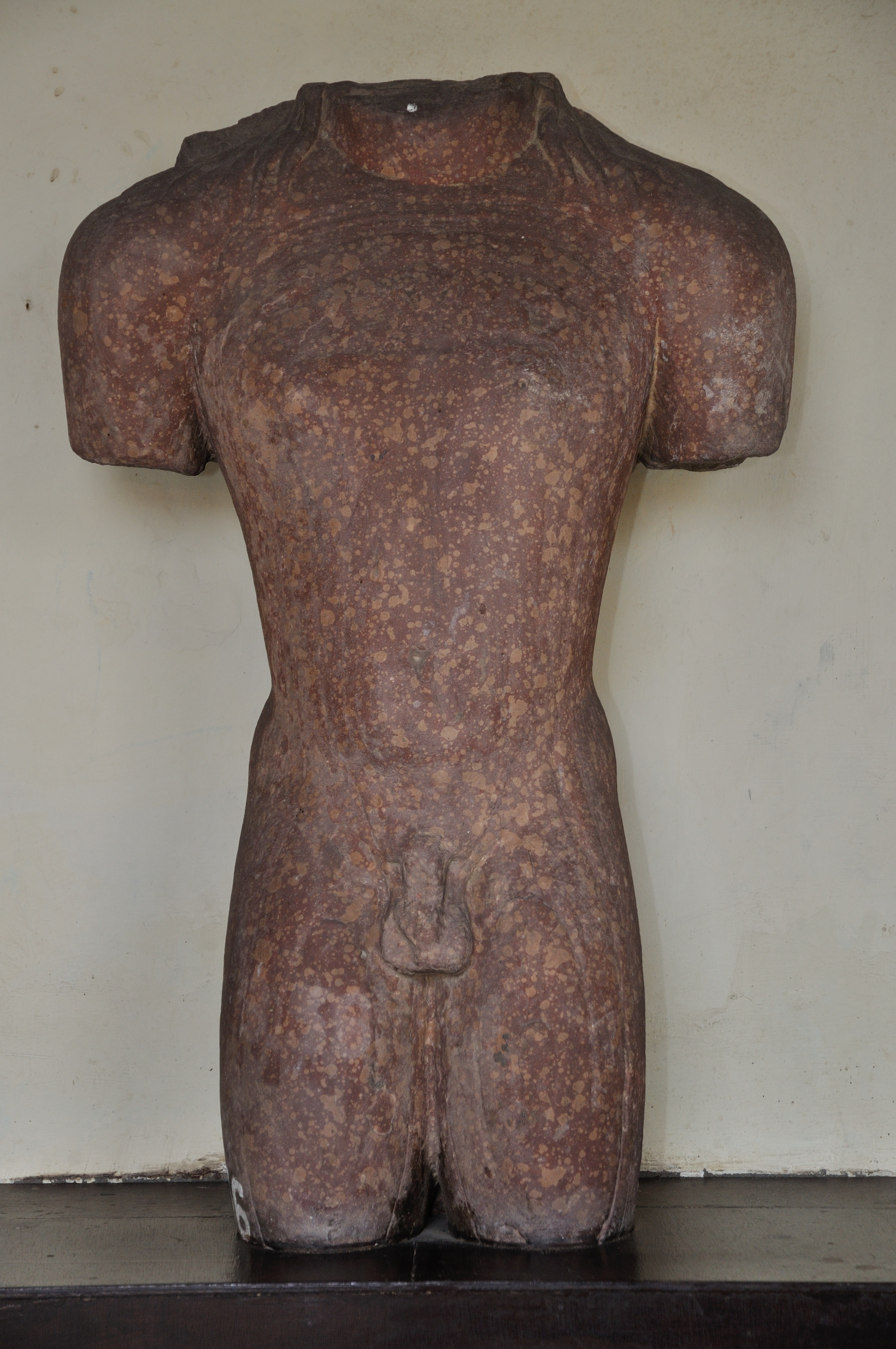
1세기경 리샤바나타 토르소
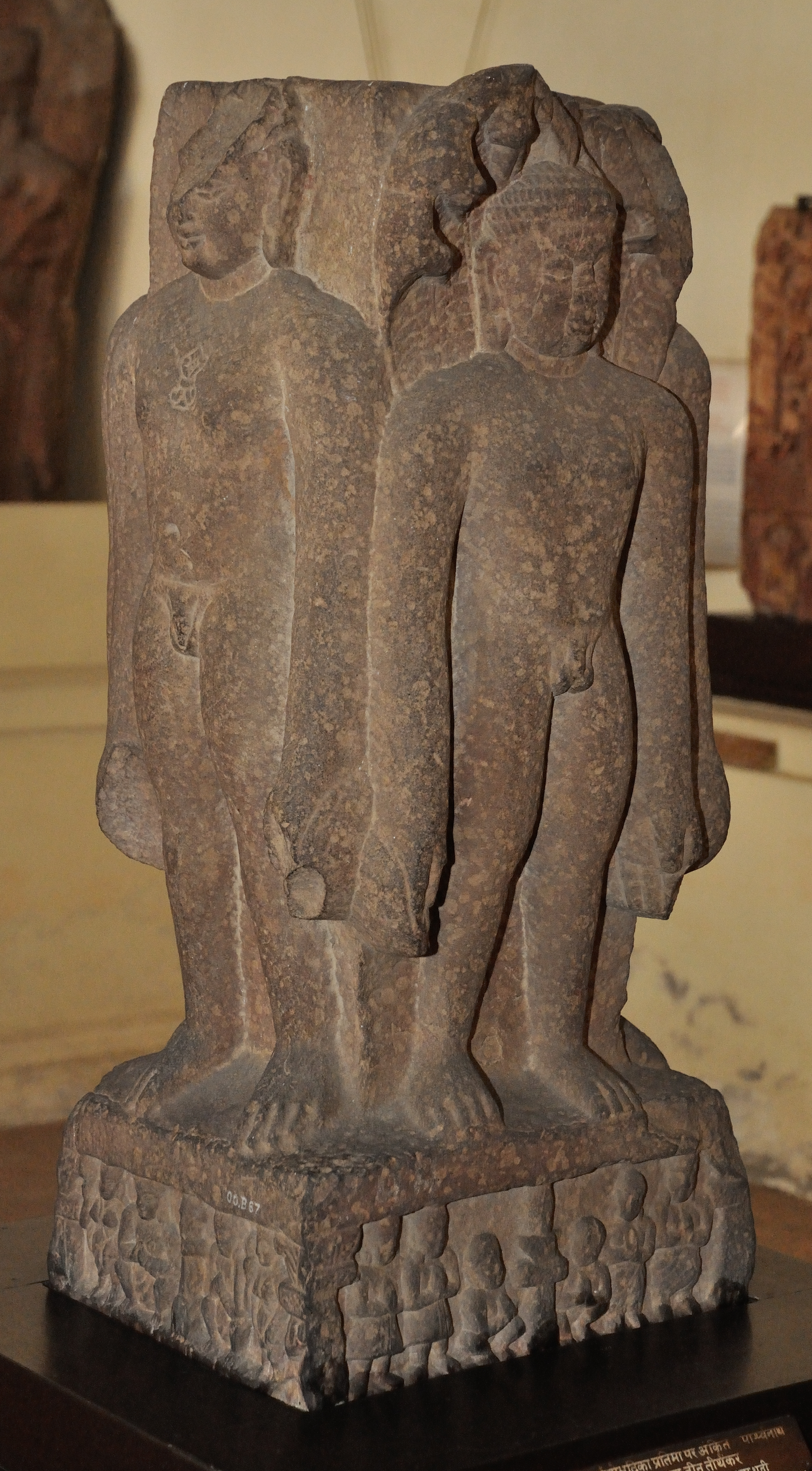
수파르슈바나타와 세 명의 다른 티르탕카라가 있는 4겹 자이나교 상 - 서기 1세기경
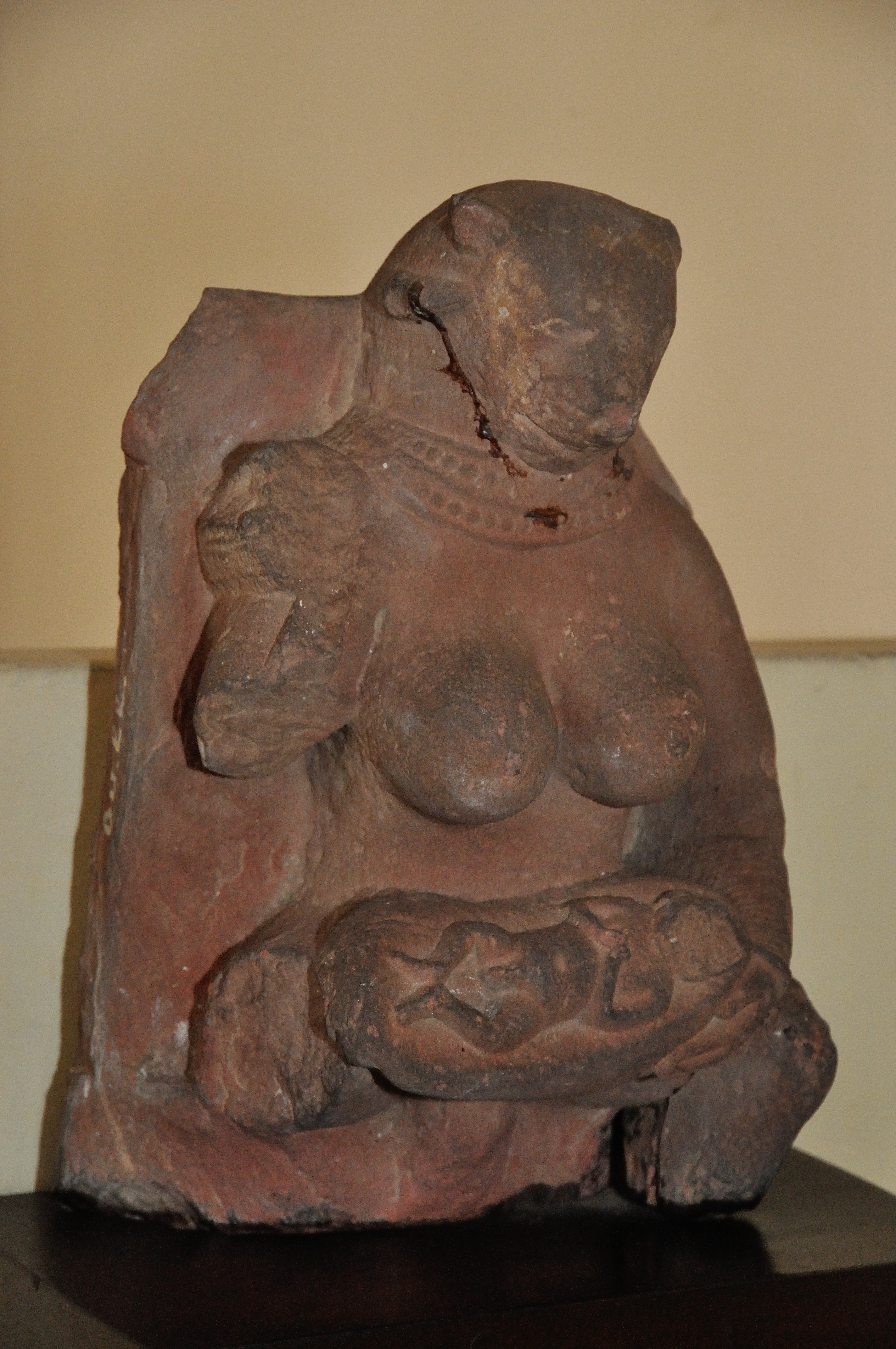
염소 머리 자이나교 대모신, 서기 1세기경

#### 자이나교 부조
이 시기의 많은 조각품들은 자이나교와 관련되어 있으며, 칸칼리 틸라 소다사 비문과 같이 소다사의 이름으로 된 경건한 장면을 보여주는 수많은 부조가 있다. 대부분은 아야가파타라고 불리는 봉헌판이다.
"아야가파타"라고 불리는 자이나교 봉헌판은 수가 많으며, 가장 초기 봉헌판 중 일부는 기원전 50-20년경으로 거슬러 올라간다. 이들은 아마도 부처의 첫 번째 마투라 이미지의 원형이었을 것이다. 이들 중 상당수가 마투라의 칸칼리 틸라 자이나교 스투파 주변에서 발견되었다.
아야가파타의 주목할 만한 디자인 모티프 중에는 옆면의 소용돌이, 불꽃 팔메트, 엎드린 사자 또는 날개 달린 스핑크스를 특징으로 하는 "페르시아-아케메네스" 양식의 주두를 보여주는 기둥머리가 있다.

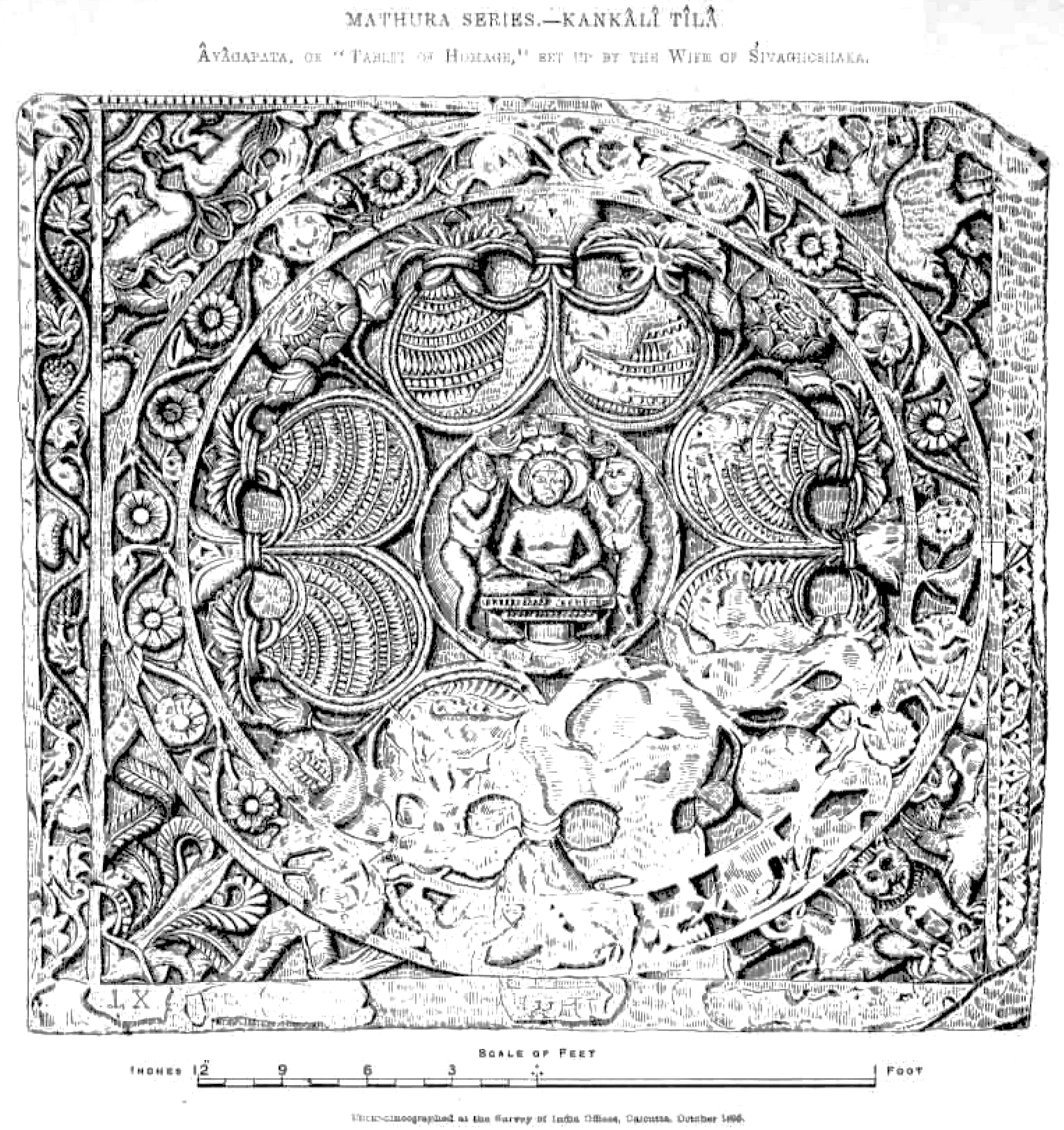
지나 파르슈바나타 아야가파타, 마투라, 서기 15년경, 러크나우 박물관.
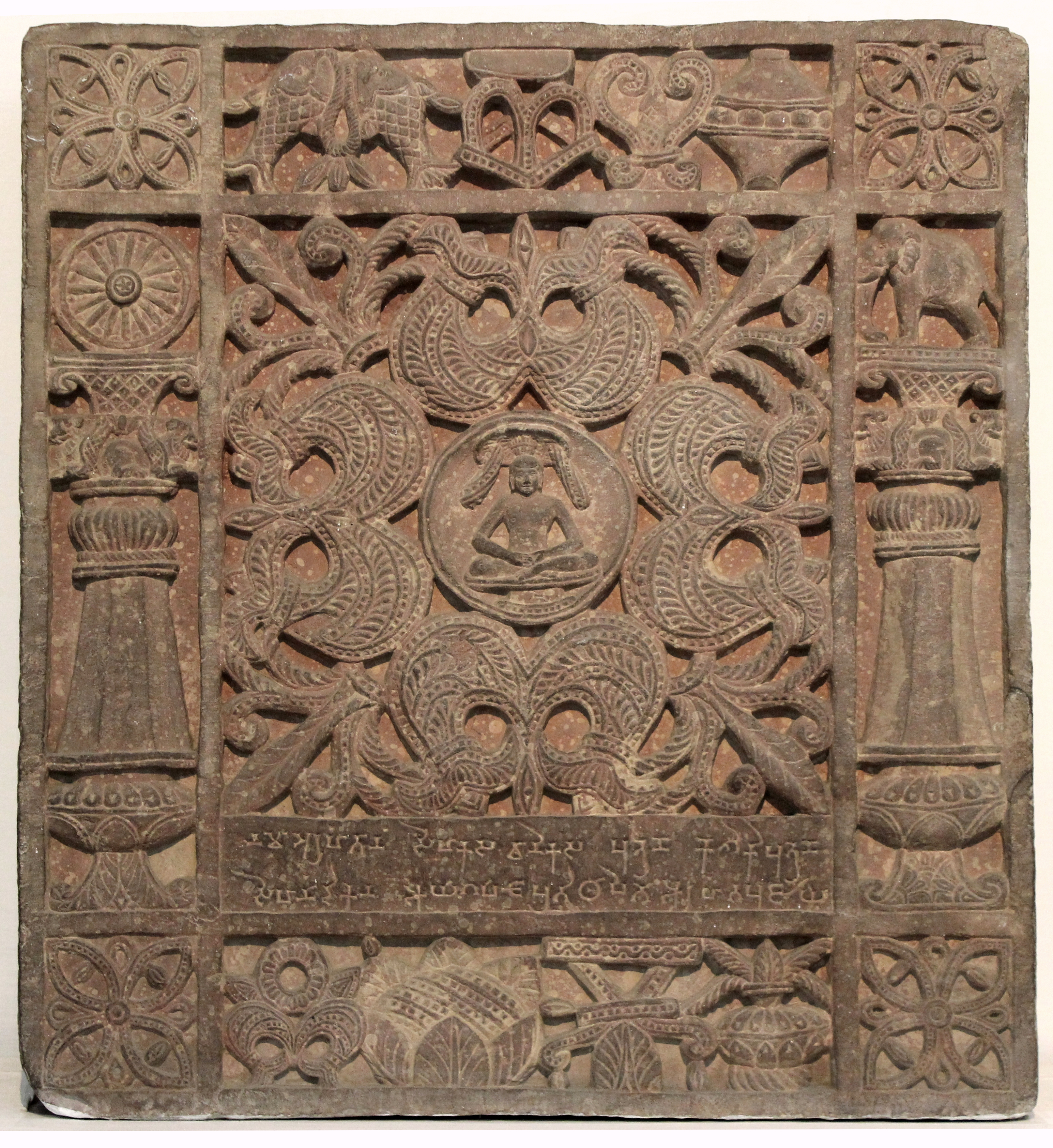
"시하남디카 아야가파타", 자이나교 봉헌판, 서기 25-50년.
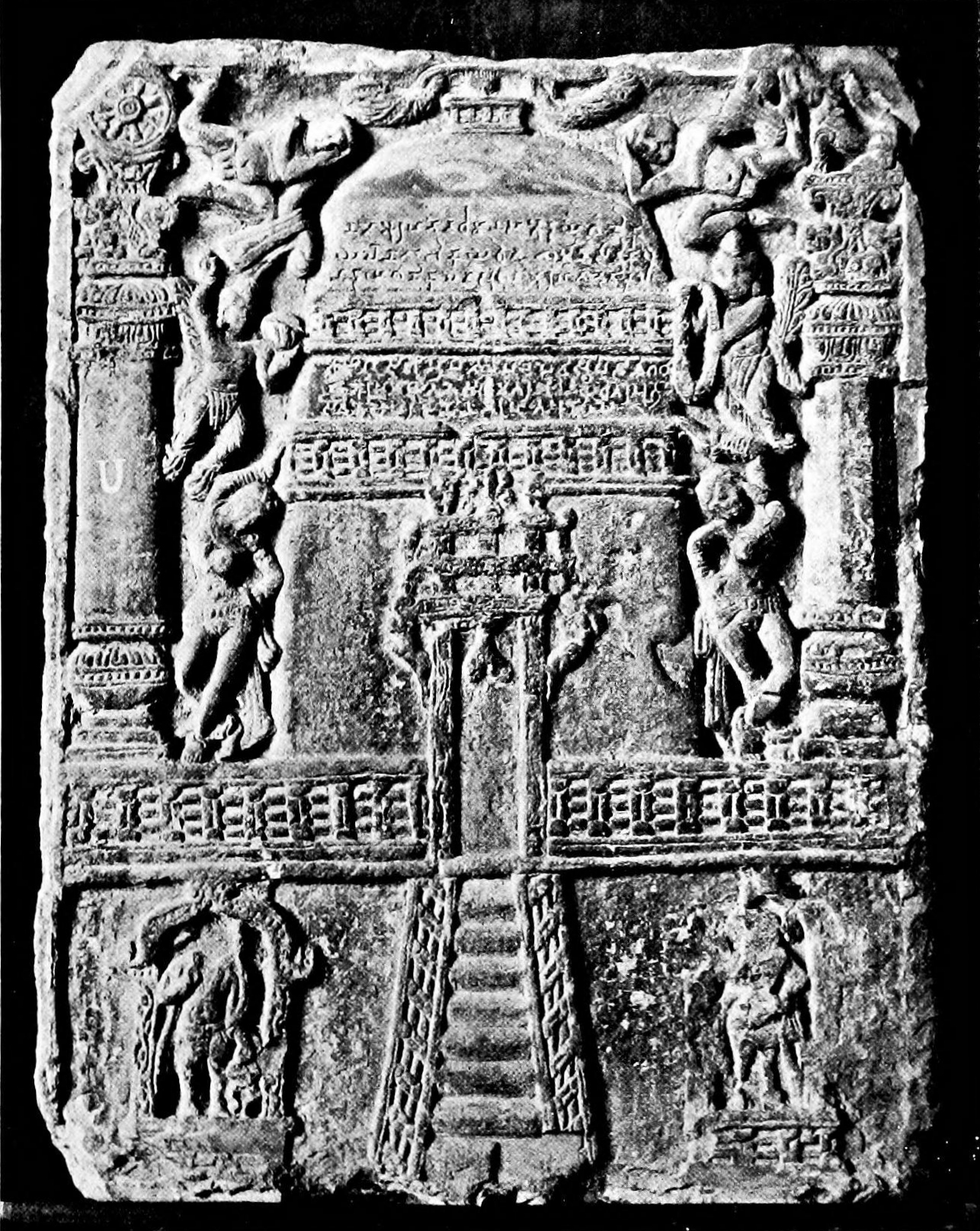
자이나교 스투파가 있는 자이나교 봉헌판, "바수 실라파타" 아야가파타, 서기 1세기, 칸칼리 틸라, 마투라에서 발굴됨.
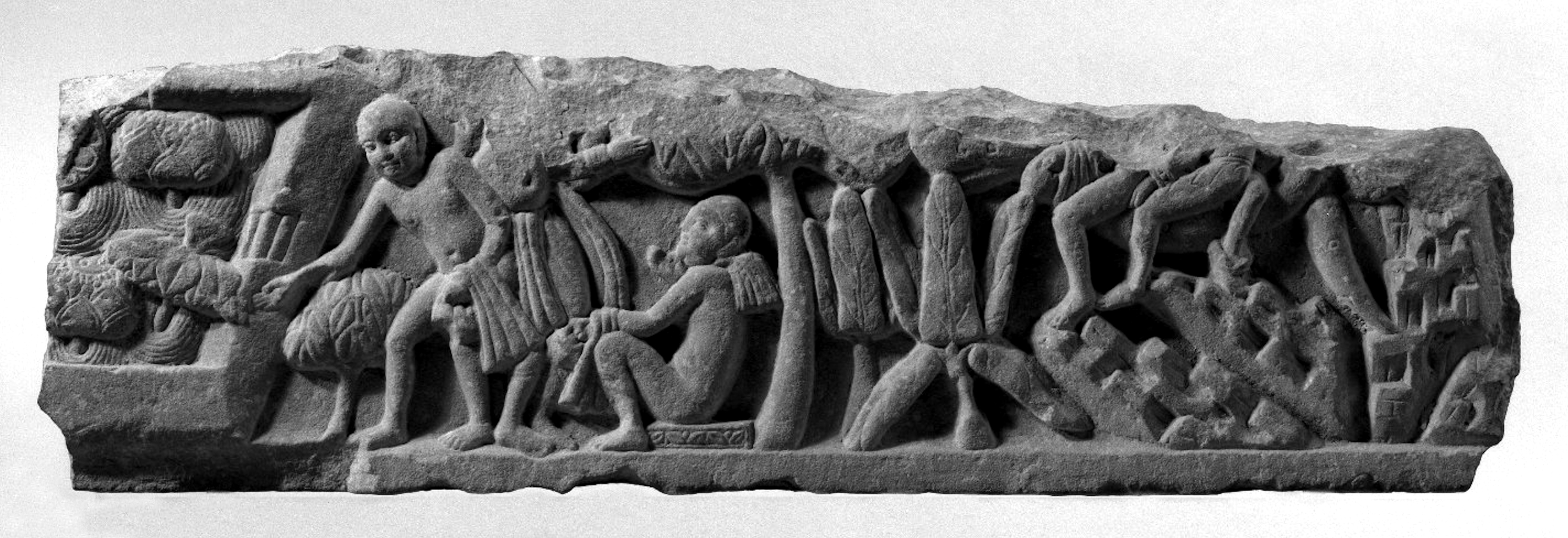
자이나교 승려들의 아르다팔라카 종파를 보여주는 부조. 서기 1세기 초.
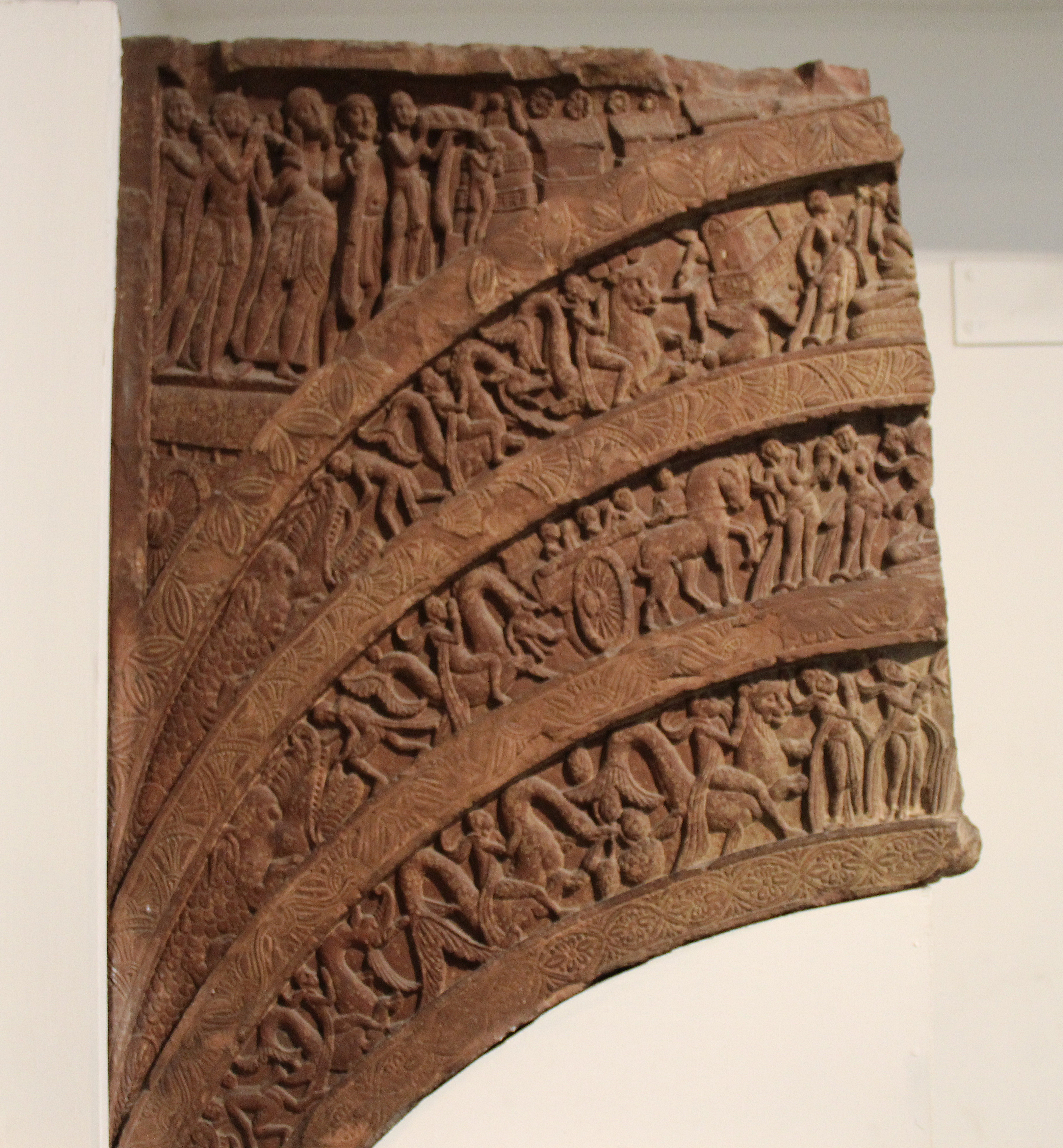
마투라 칸칼리 틸라에서 발견된 자이나교 장식 팀파눔, 서기 15년.
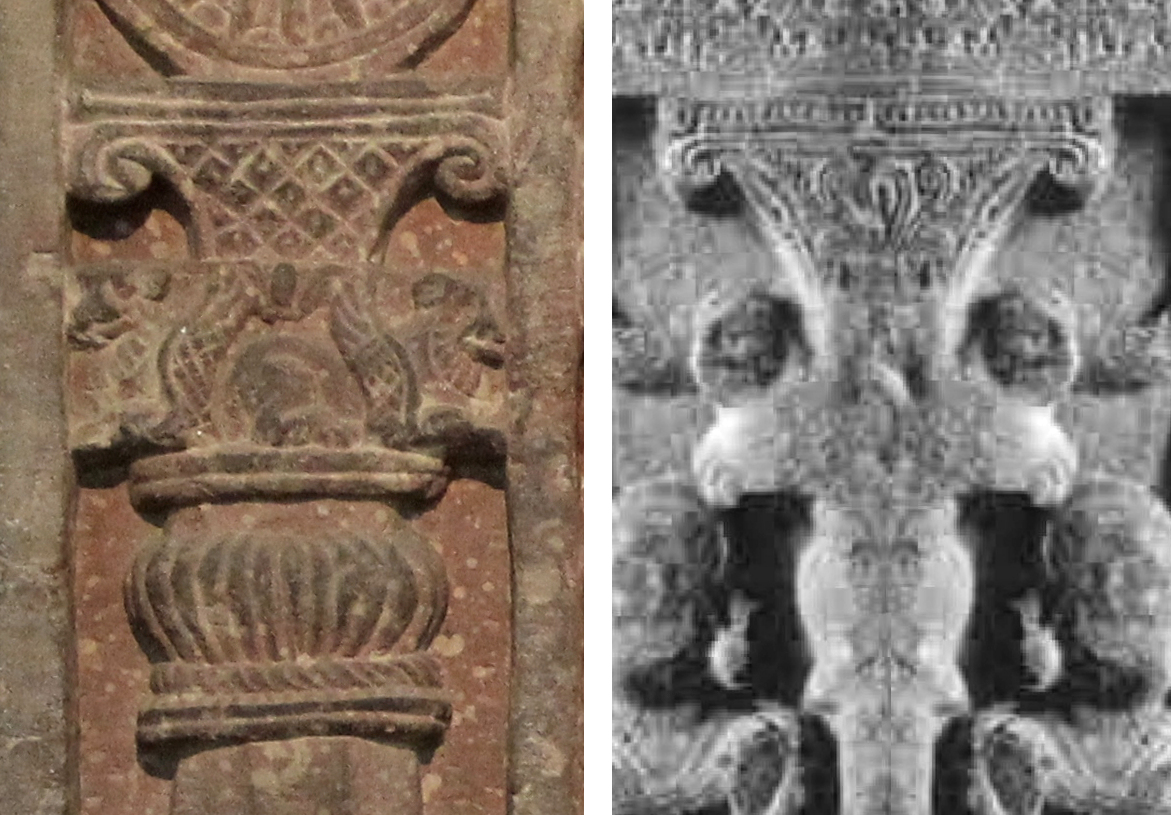
"페르시아 아케메네스" 양식의 주두가 아야가파타에 나타남, 마투라, 서기 15-50년.
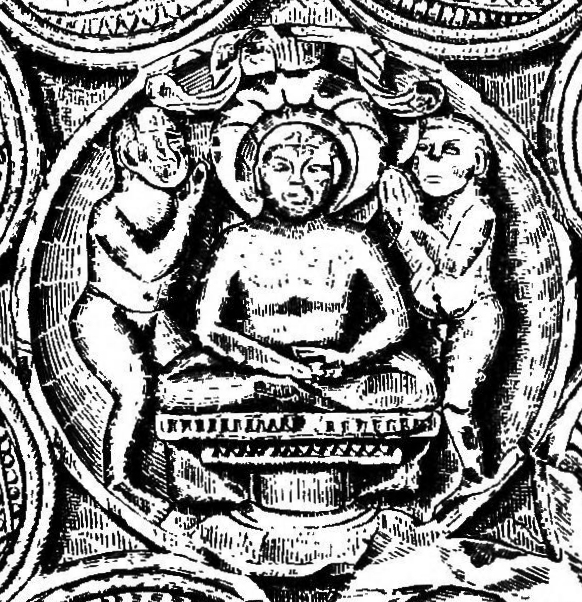
지나 파르슈바나타 (아야가파타의 세부), 이사푸르 불상과 매우 유사, 마투라, 서기 15년경, 러크나우 박물관.
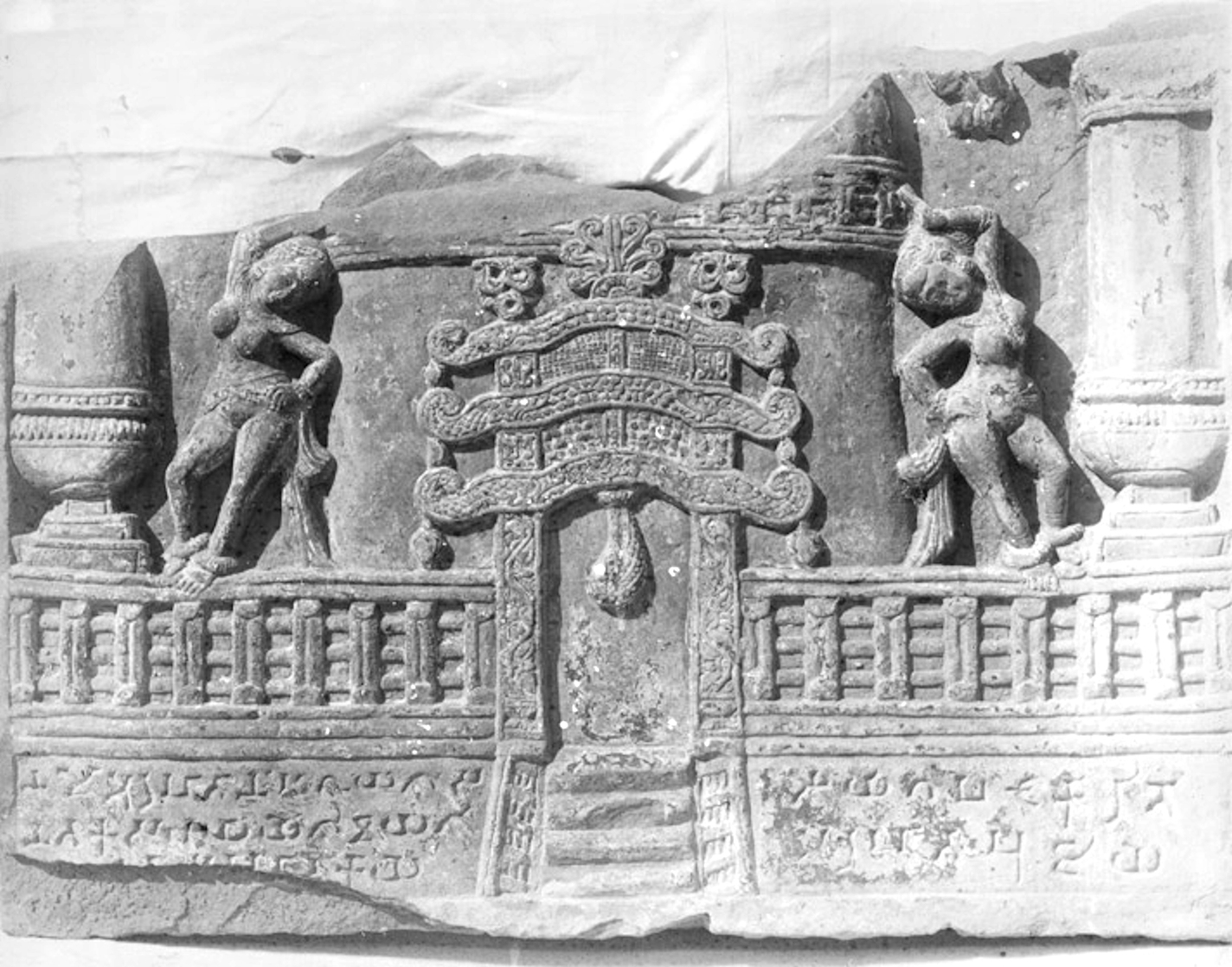
자이나교 스투파 파편이 있는 시바야사 아야가파타, 칸칼리 틸라, 서기 75-100년.

#### 포도덩굴 및 화환 디자인 (서기 15년경)
바수데바 신에게 헌정된 장식된 문설주인 바수 문설주 비문 또한 소다사의 통치를 언급하며, 모라 우물 비문과 유사한 연대 및 종교적 맥락에서 발견된 모라 문설주와 유사한 조각을 가지고 있다. 마투라에서 발견된 이 문설주들과 많은 유사한 문설주들의 장식은 포도덩굴 문양으로 구성되어 있다. 이들은 모두 소다사의 통치 시기인 서기 15년경으로 추정되며, 다른 마투라 조각상들의 연대 평가를 위한 확실한 예술적 기준점을 제공한다. 이 포도덩굴 디자인은 북서쪽 간다라 지역에서 유입되었으며, 사트라프 통치자들의 북쪽 취향과 관련이 있을 수 있다는 주장이 제기되었다. 이러한 디자인은 또한 마투라에서 북부 예술가들의 작업 결과일 수도 있다. 간다라의 포도덩굴 디자인은 일반적으로 헬레니즘 미술에서 유래한 것으로 간주된다.

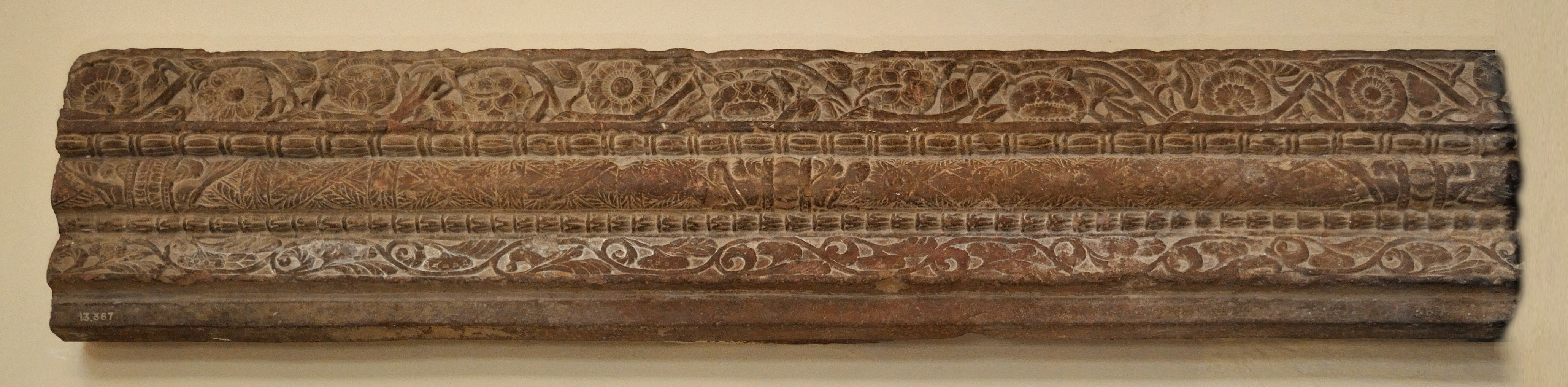
바수 문설주, 마투라, 서기 15년경 "소다사의 통치 시기"에 바수데바에게 헌정됨. 마투라 박물관, GMM 13.367
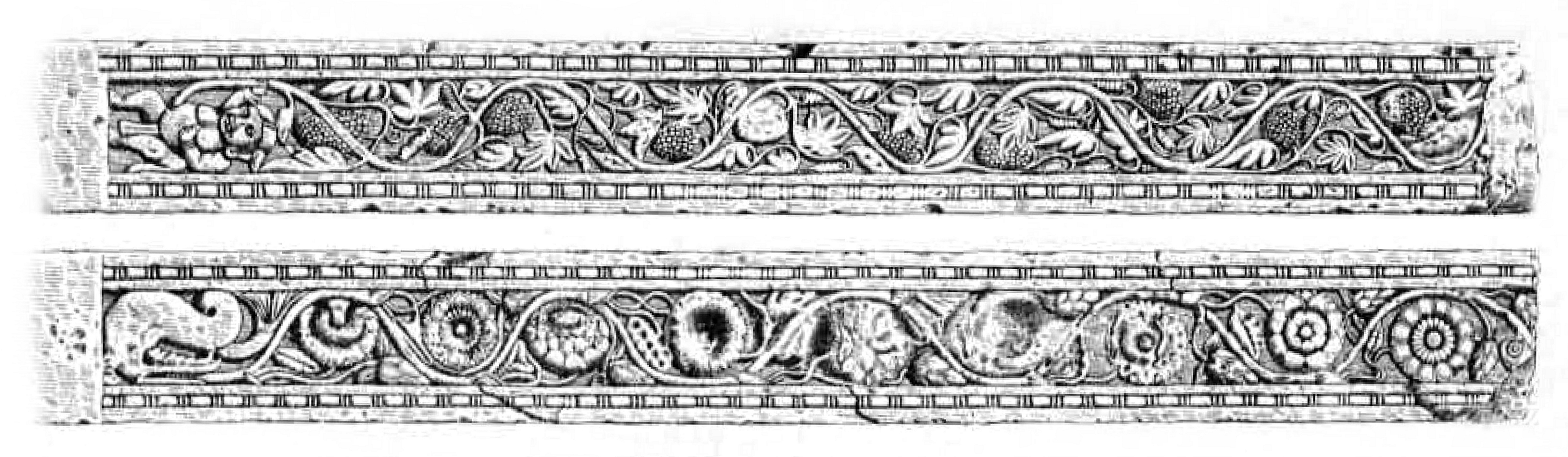
모라 문설주의 부조와 포도덩굴 문양, 마투라 근처 모라, 서기 15년경. 러크나우 주립 박물관, SML J.526.[46] 유사한 두루마리 디자인은 간다라, 파탈리푸트라, 그레코-로마 미술에서 알려져 있다.
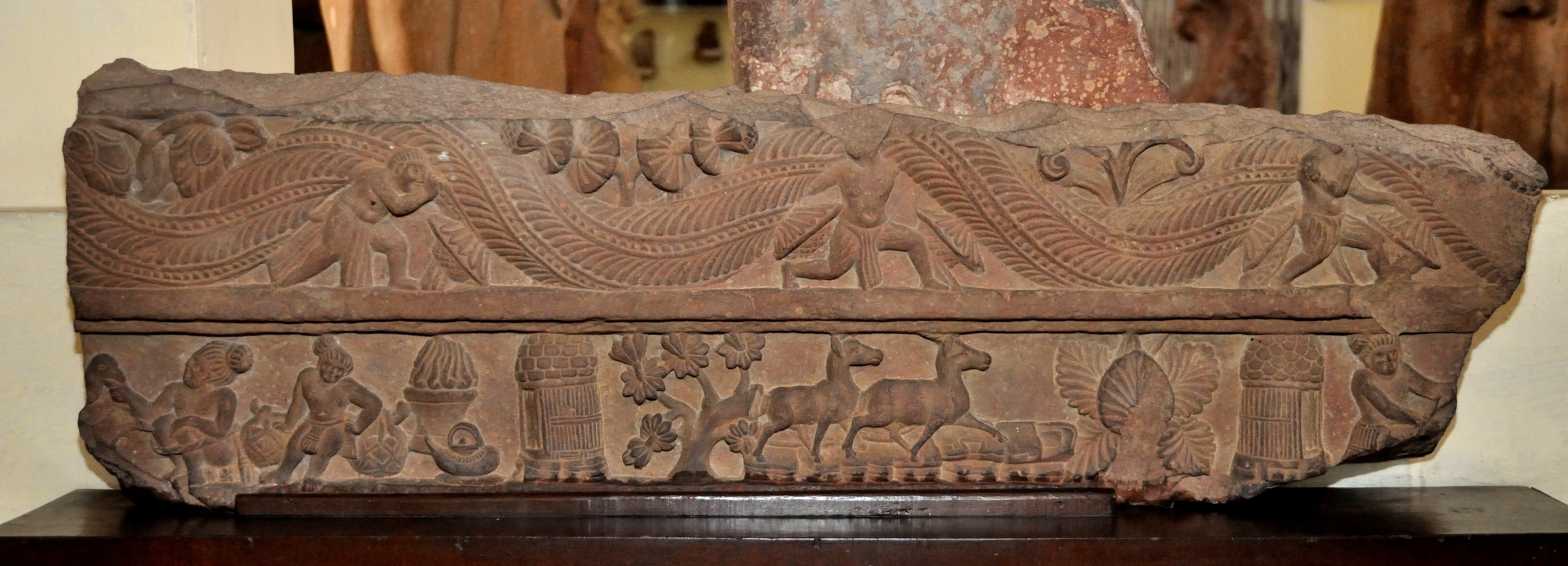
화환 운반자들과 불교 "로마카" 자타카, 여기서 부처는 전생에 비둘기였다.[69] 서기 25-50년.[70] 유사한 화환 운반자 디자인은 간다라, 아마라바티, 그레코-로마 미술에서 알려져 있다.

#### 서예 (기원전 1세기 말 – 서기 1세기)

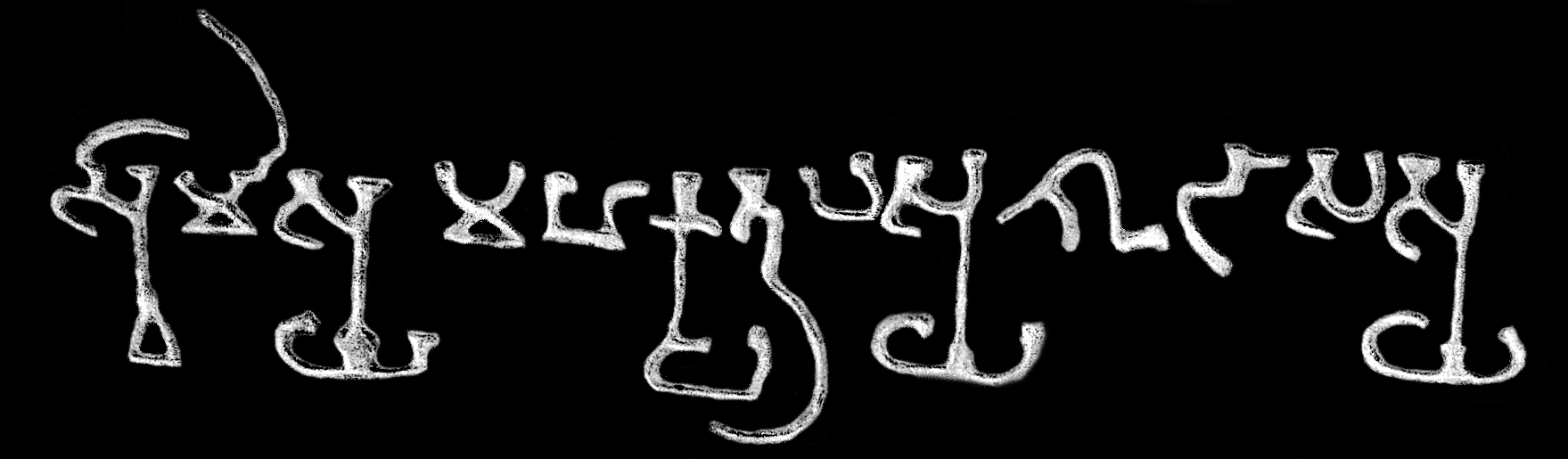

브라흐미 문자의 서예는 마우리아 제국 시대부터 기원전 1세기 말까지 거의 변함없이 유지되었다. 인도-스키타이인들은 북인도에 정착한 후 브라흐미 문자 쓰기에 "혁명적인 변화"를 도입했다. 기원전 1세기에 브라흐미 문자 형태는 더욱 각지고 글자들의 수직 부분은 균등해졌는데, 이는 동전의 전설에서 분명히 볼 수 있으며 문자를 시각적으로 그리스 문자와 더 유사하게 만들었다. 이 새로운 활자체에서는 글자들이 "깔끔하고 잘 형성"되었다. 잉크 사용으로 인해 각 획의 시작 부분이 두꺼워지는 특징적인 잉크 및 펜 쓰기의 도입은 각 획의 시작 부분에 삼각형 모양을 만들어 석조 비문의 서예에 재현되었다. 이 새로운 쓰기 양식은 마투라에서 신앙적인 예술 작품과 함께 만들어진 수많은 헌정 비문에서 특히 두드러진다. 브라흐미 문자의 이 새로운 서예는 다음 50년 동안 인도 아대륙의 나머지 지역에 채택되었다. "새로운 펜 스타일"은 1세기부터 서체의 빠른 진화를 시작했으며, 지역적 변형이 나타나기 시작했다.

#### 부처의 첫 번째 이미지 (서기 15년경부터)

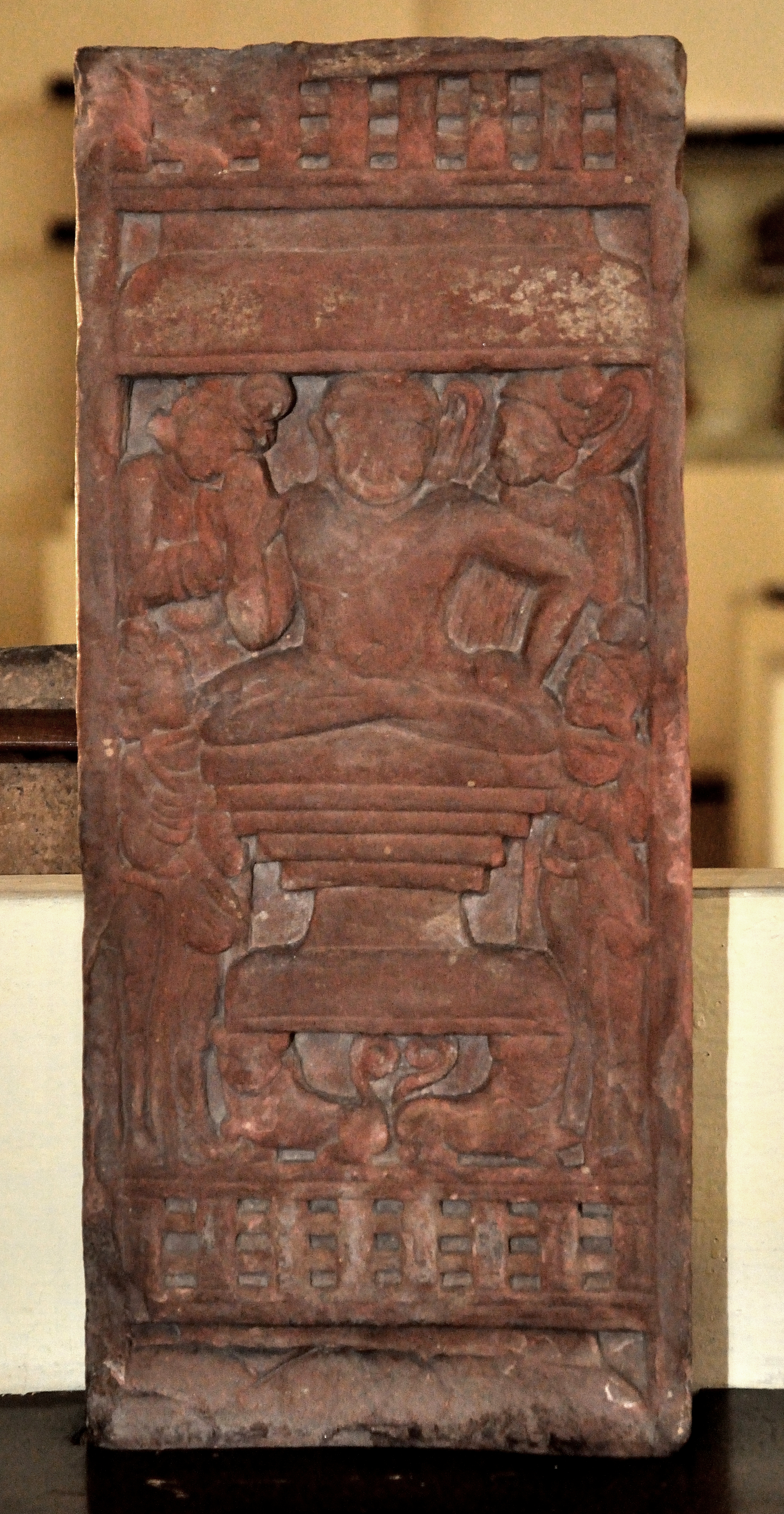
"이사푸르 불상", 아마도 가장 오래된 부처의 알려진 모습 (아마도 붓카라 스투파의 붓카라 좌불상과 함께, 스와트), 난간 기둥에, 서기 15년경으로 추정된다.

기원전 2세기-1세기경 바르훗과 산치에서 부처의 생애 장면 또는 때로는 전생 장면이 부처 자신을 보여주지 않고 묘사되었지만, 빈 왕좌나 찬크라마 길과 같은 일부 상징만을 사용했다. 이러한 예술적 기법은 서기 전환기에 간다라와 마투라에서 거의 동시에 불상의 갑작스러운 출현과 함께 사라졌다.
아마도 알려진 최초의 불상(비마란 유골함과 틸리야 테페 불교 동전은 다른 후보이다)인 "이사푸르 불상"은 양식적으로 소다사 통치 시기인 서기 15년경으로 추정된다. 그는 "로카팔라가 석가모니불에게 발우를 공양하다"라는 정경으로 알려진 부조에 묘사되어 있다. 이 초기 불상의 상징성은 아직 잠정적이며, 쿠샨 제국의 풍부하고 표준화된 디자인과는 거리가 멀고, 특히 마투라의 이전 자이나교 회화 전통에 크게 의존하고 있다. 이 불상은 다음 세기의 부처 조각상에 비해 오히려 소박하고 아직 기념비적이지 않으며, 산치와 바르훗 미술에서 볼 수 있는 부처의 인물에 대한 불교 미술의 화려한 상징적 전통에서 진화하여 인간 형상을 만들려는 최초의 시도 중 하나를 나타낼 수 있다. 이 부처의 묘사는 동시대 자이나교 이미지와 매우 유사한데, 예를 들어 아야가파타의 지나 파르슈바나타 부조와 같이, 이 또한 서기 15년경으로 추정된다.
기원전 1세기부터 마투라에서 볼 수 있는 자이나교 성인들의 이미지가 최초의 마투라 부처 이미지의 원형이 되었다고 생각되는데, 자세가 매우 유사하고, 거의 투명할 정도로 얇은 부처의 의상이 지나들의 나체와 시각적으로 크게 다르지 않기 때문이다. 여기서는 부처가 나중에 많은 부처 이미지의 특징이 될 승복을 입고 있지 않다. 결가부좌 자세는 바르훗, 산치, 부다가야의 초기 결가부좌 수행자 또는 스승들의 부조에서 유래했을 수 있다. 또한 결가부좌 부처는 마우에스 (기원전 90-80년) 또는 아제스 (기원전 57-10년)의 동전에서 볼 수 있듯이 북서부의 앉아있는 스키타이 왕들의 묘사에서 유래했을 수 있다고도 제안되었다.
이러한 마투라 조각상의 정확한 정체성에 대한 논쟁은 끊이지 않았으며, 일부는 이 조각상들이 보살상일 뿐이라고 주장한다. 실제로 마투라에서 발견된 대부분의 조각상 비문에서는 이 용어가 사용된다. 마투라 유형의 조각상 중 부처 자신을 언급하는 것은 한두 점에 불과하다. 이는 부처를 인간 형태로 직접적으로 묘사하는 것을 금지했던 고대 불교의 금기, 즉 불교에서의 상징주의와 일치할 수 있으며, 이는 설일체유부 율 (초기 불교 학파인 설일체유부의 규칙)에 명시되어 있다: ""부처의 몸을 형상화하는 것이 허용되지 않으므로, 부처님께서 제가 시자 보살의 형상을 만들 수 있도록 허락해주시기를 간청합니다. 그것이 허용됩니까?" 부처는 대답했다: "보살의 형상을 만들 수 있다."". 그러나 이사푸르 불상과 후대의 인다르살라 불상 (서기 50-100년)의 장면들은 부처의 깨달음 이후에 일어난 것으로 여겨지는 사건들을 언급하므로, 보살로서의 어린 자신이나 단순히 시자 보살보다는 부처를 나타낼 가능성이 높다.

##### 다른 부조

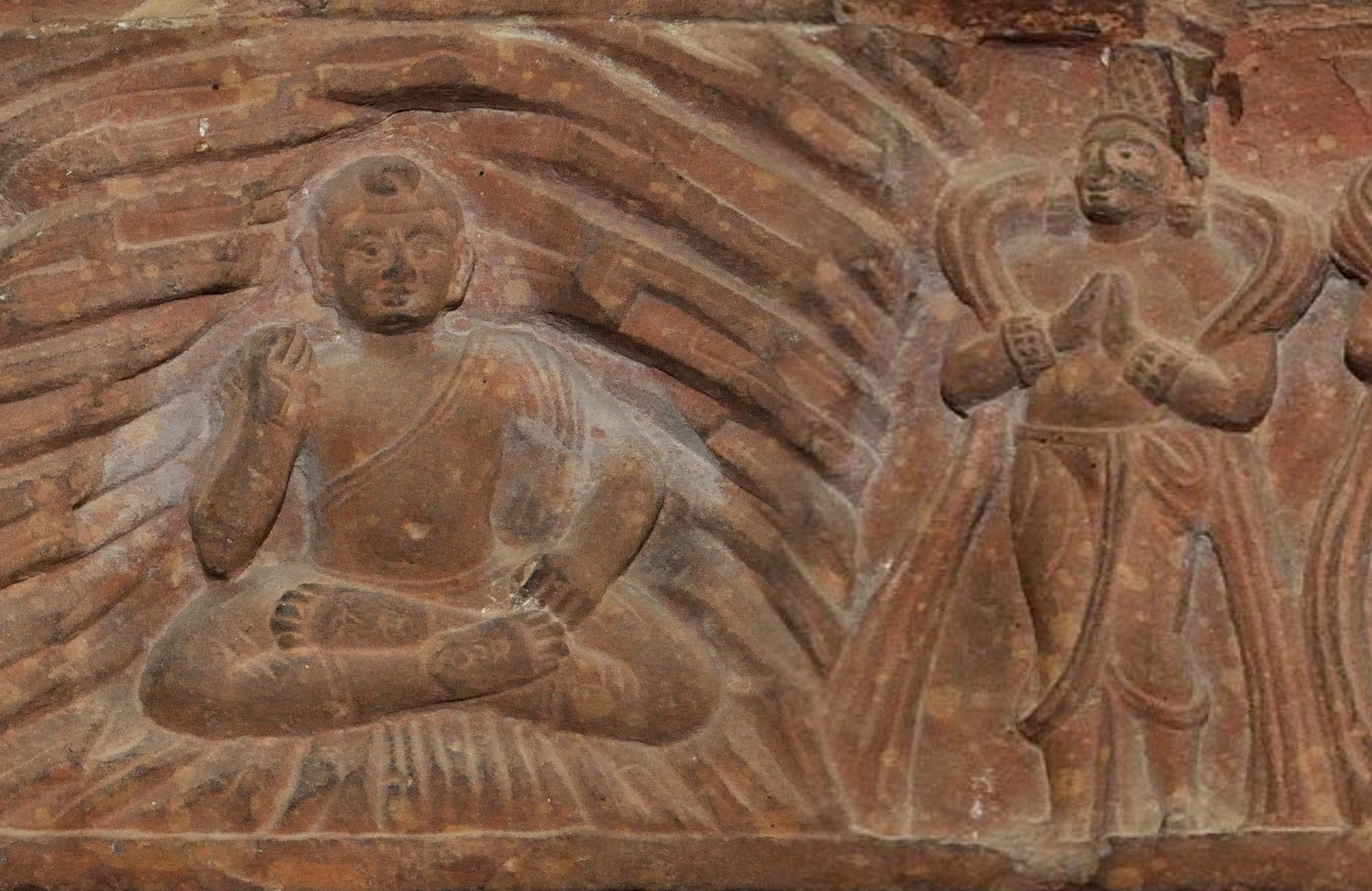
"인다르살라 아르키트라베", 인다르살라 석굴에서 부처가 제석천(인드라)에게 시중을 받는 장면. 서기 50-100년.

서기 50-100년으로 추정되는 불교의 "인다르살라 아르키트라베"는 한쪽에 인다르살라 석굴에서 제석천에게 시중을 받는 부처의 장면과 다른 한쪽에 보리수에 대한 헌정 장면을 담고 있으며, 마투라 불교 미술에서 부처의 인간 형상을 여전히 조심스럽게 다루고 있음을 보여주는 또 다른 예시이다. 이 아르키트라베의 불교적 특징은 보드가야의 특별히 건축된 사원 내에 있는 보리수의 묘사로 명확히 드러나며, 이는 바르후트와 산치의 부조 이래로 불교의 일반적인 장면이다. 인다르살라 석굴에서 명상하는 부처의 묘사 또한 전형적인 불교적 특징이다. 부처는 이미 광배의 부재를 제외하고는 후기 "카파르딘" 상의 특징을, 양식이 아니더라도, 가지고 있다.

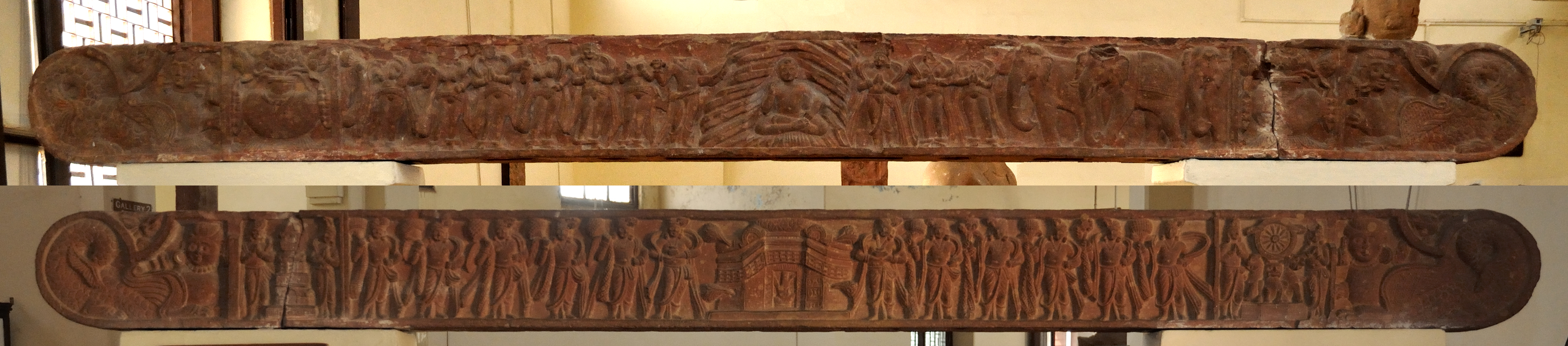
불교 "인다르살라 아르키트라베", 양쪽 중앙에 부처와 보리수가 있으며, 쿠샨 시대 이전인 서기 50-100년으로 추정된다. 인다르살라 석굴 쪽에 제석천이 부처에게 시중을 들고 있다.

##### 베다 신들
브리슈니 영웅의 영웅 숭배 또는 야크샤의 교파 간 숭배 외에, 힌두 미술은 서기 1세기에서 2세기부터야 비로소 본격적으로 발전하기 시작했으며, 그 이전 시기의 예술적 표현 사례는 극히 드물다. 세 명의 베다 신인 인드라, 브라흐마, 수리야는 실제로는 불교 조각에서 처음 묘사되었는데, 부처의 생애를 기념하는 장면에서 시자로 등장했으며, 부처 자신은 아직 인간 형태로 묘사되지 않고 그의 상징을 통해서만 나타났다. 예를 들어 그의 탄생, 도리천에서의 하강, 또는 인다르살라 석굴에서의 은둔 장면 등이 있다. 이러한 베다 신들은 마투라의 불교 부조에서 서기 1세기경부터 등장하며, 예를 들어 인다르살라 석굴에서 부처에게 시중을 드는 인드라 장면에서는 인드라가 주교관과 같은 관을 쓰고 합장하고 있는 모습으로 묘사된다.

##### 초기 "카파르딘" 조각상 (1세기 말)
부처의 특징적인 꼬인 머리털 뭉치("카파르딘")를 보여주는 가장 초기 유형의 "카파르딘" 조각상들은 쿠샨 시대 이전, 즉 "크샤트라파" 또는 북사트라프 시대의 것으로 추정된다. 비문이 새겨진 여러 불상 파손된 받침대가 크샤트라파 시대의 것으로 분류되었다. 그러한 석판의 파편에는 기증자가 "크샤트라파 여성" 난다이며, 그녀가 "설일체유부의 수용을 위해 모든 중생의 복지와 행복을 위해" 보살상을 헌정했다고 언급되어 있으며, 이는 유명한 "카트라 석판"과 동시대의 것으로 간주된다.
이 초기 사례 중 하나는 신 브라흐마와 인드라가 부처를 숭배하는 모습을 보여준다.
유명한 "카트라 보디사트바 석판"은 크샤트라파 시대에 남아있는 "카파르딘" 보살의 유일한 완전한 이미지이며, "카파르딘" 불상의 기본 유형이자 "유형의 고전적 표현"으로 간주된다.
결론적으로, 일반적으로 "카파르딘" 유형으로 알려진 시자 보살상을 동반한 좌상 보살상의 정형화된 유형은 쿠샨 제국이 도래하기 전, 인도-스키타이 북사트라프가 마투라를 통치하던 시기에 발전한 것으로 보인다. 이 유형은 쿠샨 시대에도 계속되었으며, 후비슈카 시대까지 이어지다가 승복인 "삼가티"를 입은 불상 유형으로 대체되었다.

## 통치자
| 통치자     | 이미지                                 | 칭호       | 대략적인 연대   | 언급                                                                                           |
| ---------- | -------------------------------------- | ---------- | --------------- | ---------------------------------------------------------------------------------------------- |
| 하가마샤   |                                        | 사트라프   | 기원전 1세기    | 마투라 근처 손크흐의 고고학 발굴에서 크샤트라파 시대의 가장 오래된 동전은 하가마샤의 것이었다. |
| 하가나     |                                        | 사트라프   | 기원전 1세기    |                                                                                                |
| 라주불라   |                                        | 대사트라프 | 기원전 1세기 초 |                                                                                                |
| 바드라야사 |                                        | 사트라프   | 서기 1세기      | 펀자브 동부의 라주불라의 잠재적 후계자                                                         |
| 소다사     |                                        | 사트라프   | 서기 1세기      | 마투라의 라주불라의 아들                                                                       |
| 카라팔라나 | 크샤트라페나 바나스파레나 카라팔라네나 | 대사트라프 | 서기 130년경    | 쿠샨 통치자 카니슈카 1세의 대사트라프                                                          |
| 바나스파라 | 크샤트라페나 바나스파레나 카라팔라네나 | 사트라프   | 서기 130년경    | 쿠샨 통치자 카니슈카 1세의 사트라프                                                            |

## 화폐

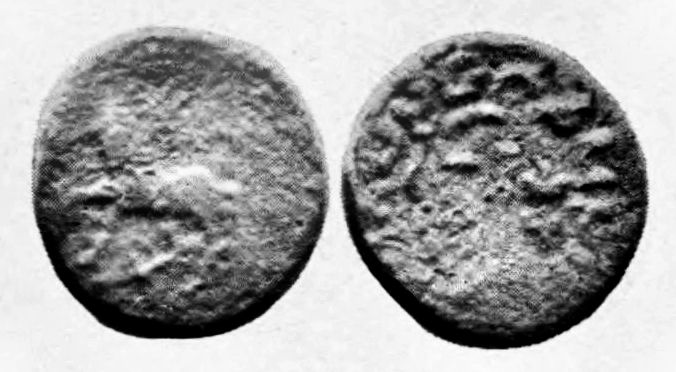
사트라프 하가마샤의 동전. 앞면. 왼쪽으로 향하는 말. 뒷면. 상징을 가진 서 있는 인물, 전설 카타파사 하가마샤사. 기원전 1세기.
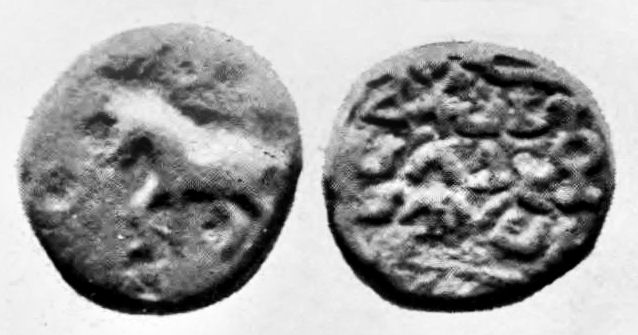
하가나와 하가마샤의 공동 동전. 앞면.: 왼쪽으로 향하는 말. 뒷면. 번개, 전설 카타파나 하가나사 하가마샤사. 기원전 1세기.
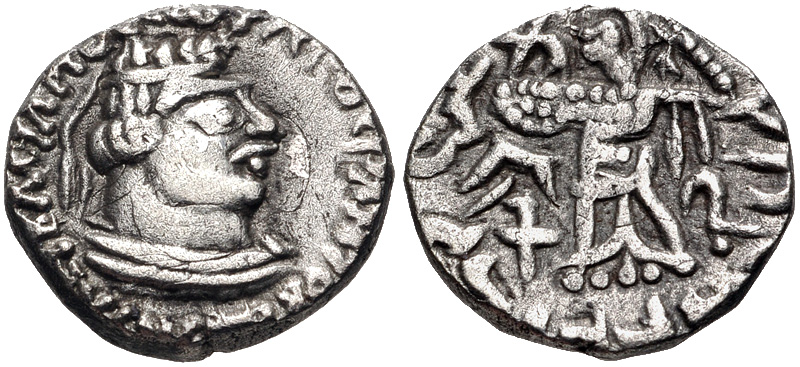
라주불라의 동전, 서기 10년경
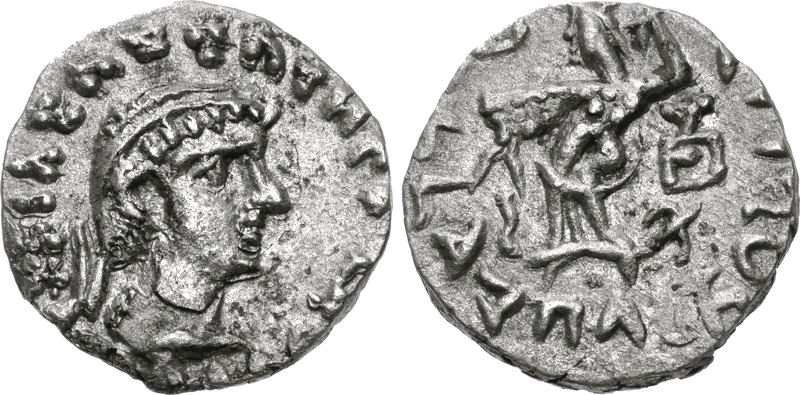
바드라야사의 동전, 서기 1세기 초
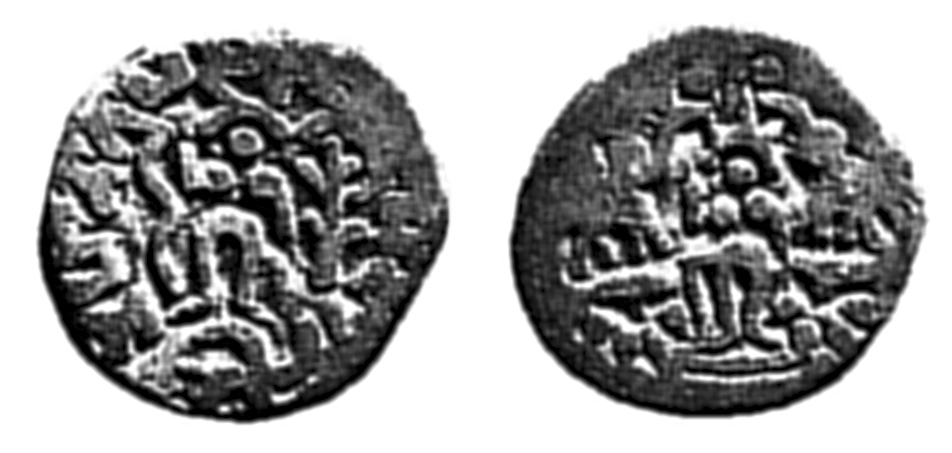
소다사의 동전, 서기 1세기 초

## 같이 보기
- 인도-스키타이
- 서사트라프
- 인도-스키타이 왕조 및 통치자 목록